# Mindestlohn

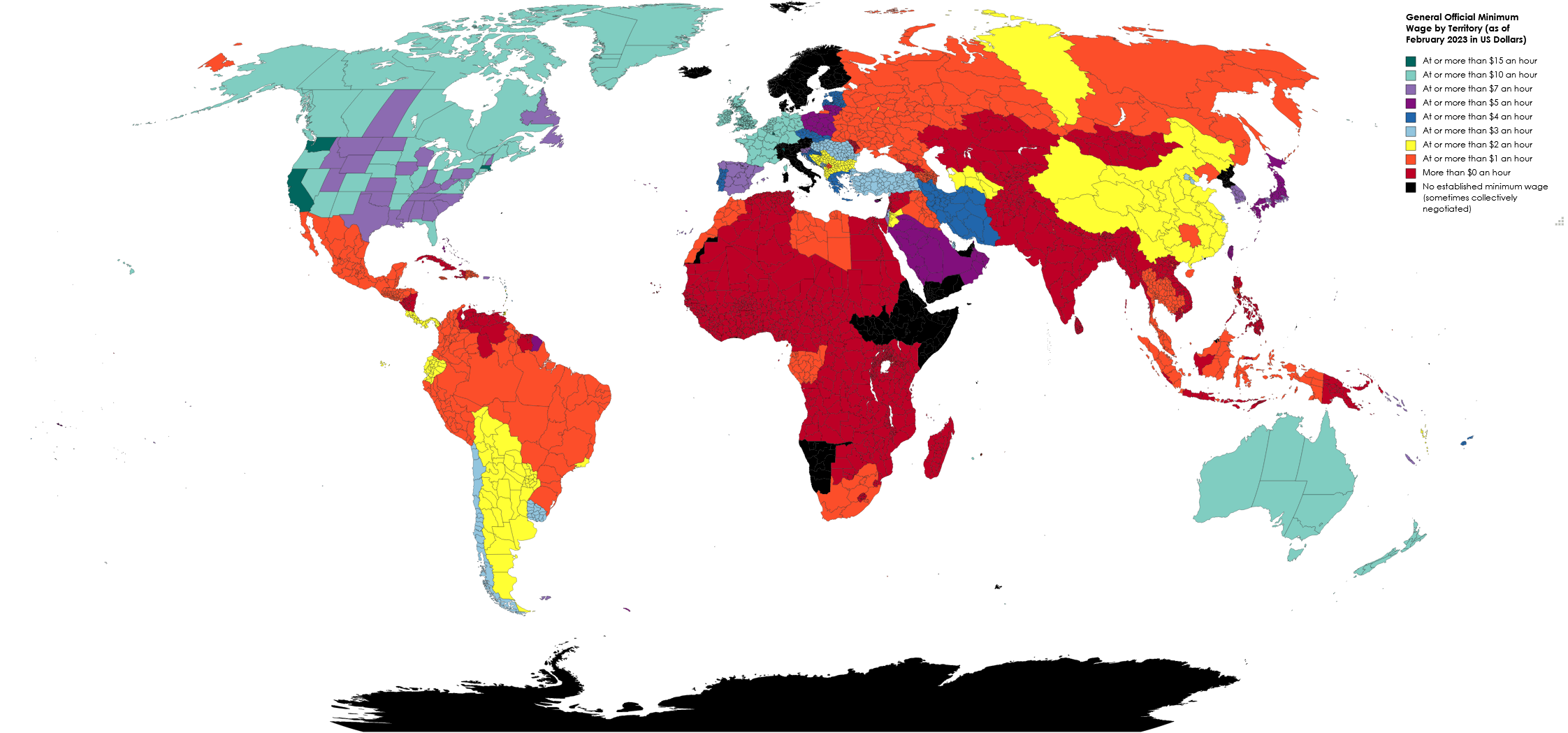
Mindestlohn weltweit in US$/h (Stand: Februar 2023)

Unter dem Mindestlohn versteht man in der Wirtschaft ein durch Gesetz oder Tarifvertrag festgelegtes Arbeitsentgelt, das als Mindestpreis gilt und nicht unterschritten werden darf. Vereinbarungen über niedrigere Löhne als die gesetzlich oder tarifvertraglich vorgesehenen Mindestlöhne oder der Verzicht der Arbeitnehmer auf den Mindestlohn sind unwirksam; d. h. der Arbeitnehmer kann trotzdem seinen Anspruch darauf geltend machen.
Die Festsetzung erfolgt durch eine gesetzliche Regelung, eine Festschreibung in einem allgemeinverbindlichen Tarifvertrag oder implizit durch das Verbot von Lohnwucher. Eine Mindestlohnregelung kann sich auf den Stundenlohn oder den Monatslohn bei Vollzeitbeschäftigung beziehen. Neben nationalen Mindestlöhnen gibt es auch regionale Varianten, die sich z. B. auf Bundesstaaten oder Städte beziehen. Weitere Erscheinungsformen sind branchenspezifische Mindestlöhne.
Eine 1970 von der Internationalen Arbeitsorganisation (ILO) beschlossene Absichtserklärung zur Einführung von Verfahren zur vertraglichen Festlegung von Mindestlöhnen hatten zu Beginn des 21. Jahrhunderts 51 der 181 ILO-Mitgliedsstaaten ratifiziert. Nach einer Statistik der ILO gibt es in über 90 % ihrer Mitgliedstaaten Mindestlöhne.
Branchenspezifische Mindestlöhne und ein allgemeiner gesetzlicher Mindestlohn werden unter sozial- und arbeitsmarktpolitischen Aspekten in Wissenschaft und Politik kontrovers diskutiert. Ein Hauptargument für Mindestlöhne ist die Verbesserung der Einkommenssituation von Beschäftigten im Niedriglohnsektor, ein Hauptargument dagegen ist der drohende Verlust von Arbeitsplätzen. Die Wirkung von Mindestlöhnen auf das Beschäftigungsniveau ist umstritten. Maßgeblich für die möglichen Auswirkungen ist dabei die Höhe des Mindestlohns in Relation zum allgemeinen Lohnniveau.

## Geschichte

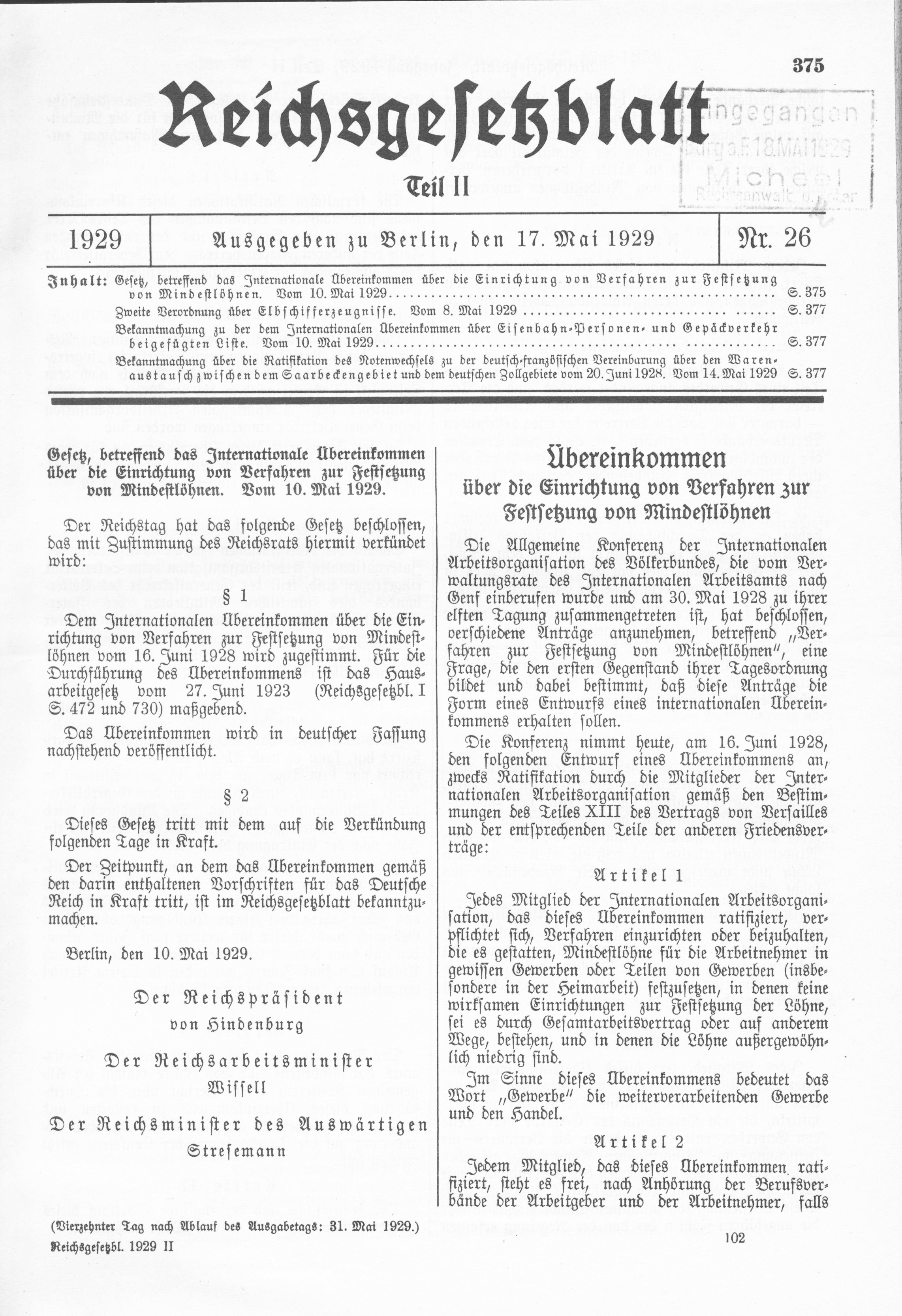
Gesetz, betreffend das Internationale Übereinkommen über die Einrichtung von Verfahren zur Festsetzung von Mindestlöhnen (1929, Deutschland)

Mindestlöhne wurden in der Geschichte mehrfach von der Arbeiterbewegung durch Streiks erkämpft. Motiv waren so genannte „Hungerlöhne“, die in Zeiten großer Konkurrenz auf dem Arbeitsmarkt so gering waren, dass sie nicht zur Sicherung der Grundbedürfnisse reichten. Erste lokale Mindestlohnregelungen gab es gegen Ende des 19. Jahrhunderts. Ab 1894 vergab die Stadt Amsterdam öffentliche Aufträge nur noch an Unternehmen, die ihre Beschäftigten nicht unter einem Mindestlohn bezahlten. 1896 wurden in Neuseeland durch den Industrial Conciliation and Arbitration Act Lohnschlichtungsstellen eingeführt, 1899 gefolgt von Victoria (Australien) und 1909 in Großbritannien, die ähnliche Schlichtungsstellen einführten. Das australische Mindestlohnsystem hat seinen Ursprung im Harvester Judgment (1907), und das argentinische mit dem im Jahre 1918 erlassenen Ley 10.505 de trabajo a domicilio (deutsch: Heimarbeitsgesetz). Auch einige Entwicklungsländern beschlossen in der ersten Hälfte des 20. Jahrhunderts Mindestlöhne, darunter 1927 Sri Lanka mit der Minimum Wage Ordinance. 1938, während der Great Depression, wurden in den Vereinigten Staaten von Amerika nationale Mindestlöhne eingeführt, mit der Begründung, die weißen Arbeitnehmer vor den damals als minderwertig angesehenen Schwarzen zu schützen. Das Jahr vor der Einführung des Mindestlohns war dann auch das letzte Jahr, in dem die Arbeitslosigkeit der Schwarzen niedriger war als die der Weißen. Jahrzehntelange Erfahrung mit Mindestlöhnen haben u. a. Frankreich (seit 1950) und die Niederlande (1968).
Die Einführung gesetzlicher und tariflicher Mindestlöhne wurde bis nach dem Zweiten Weltkrieg nur spärlich zur Armutsbekämpfung eingesetzt. Nach dem Kriegsende wuchs die Zahl der Länder mit Mindestlöhnen wieder deutlich an. Auch die ILO, drittelparitätisch besetzt mit Vertretern von Gewerkschaften, Arbeitgebern und der Staaten, beschloss nun mehrere Internationale Arbeitskonventionen über Mindestlohnregelungen: noch 1928 die Minimum Wage Fixing Machinery Convention (No. 26), dann 1951 die Minimum Wage Fixing Machinery (Agriculture) Convention (No. 99) und schließlich 1970 die Minimum Wage Fixing Convention (No. 131).
Heute existieren Regelungen, die gesetzliche Rahmenbedingungen zur Vereinbarung von Mindestlöhnen regeln, in 22 der 27 Länder der Europäischen Union.
In Europa gab es besonders in den 1990er Jahren nach dem Zerfall der Sowjetunion und des Ostblocks einen deutlichen Zuwachs an Ländern, die an ihre nationalen Gegebenheiten angepasste Gesetze beschlossen.
Südafrika
Südafrikas Regierung erließ im Rahmen ihrer Apartheidpolitik 1957 den Wage Act (Act No 5 / 1957), dessen früheste Fassung 1925 (Act No. 25 / 1925) in Kraft gesetzt worden war, der dazu diente, für nicht gewerkschaftlich organisierte Arbeitnehmer (für Schwarze gab es starke Einschränkungen) bzw. Branchen ohne Tarifstruktur geeignete Festlegungen zu treffen. Dazu konnte der Arbeitsminister so genannte Lohnkommissionen (Wage Boards) einrichten, die Empfehlungen erarbeiteten und dem Ministerium als Vorschlag übermittelten. Im Juni 1973 sind 355 Wage Board-Festsetzungen im Amtsblatt der Regierung von Pretoria als wage determination verkündet worden, wonach etwa 500.000 Arbeitnehmer (darunter etwa 300.000 Schwarze) betroffen waren. Im Abschnitt 5 (b) des Gesetzes wurde eingeschränkt, dass die Lohnkommission für die Gruppen von Beschäftigten aufzeigen soll, in welcher Höhe das Entgelt für sie zu zahlen ist, damit es in Übereinstimmung mit dem „zivilisierten Lebensstandard“ steht, womit nur Weiße gemeint waren.
Diese Sichtweise hatte in Südafrika bereits Tradition und ist mit dem Begriff Civilized Labour Policy (deutsch etwa: „Politik für zivilisierte Arbeit“) verbunden. Ein früherer Arbeitsminister, der Sozialdemokrat Frederic Cresswell, definierte um 1924 „unzivilisierte Arbeit“ als eine Erwerbstätigkeit von Personen, die sich auf einen Lebensstil mit den nur allernötigsten Verpflichtungen beschränken, wie es unter „barbarischen und unentwickelten Menschen“ üblich sei. Die nationalistisch-sozialdemokratische Regierung Hertzog (Nasionale Party)-Cresswell (South African Labour Party) verbreitete ihre diesbezügliche Sicht auf die Erwerbstätigkeit in öffentlichen Regierungserklärungen; früheste Bekanntheit erlangte das Prime Minister’s Circular No. 5 of 1924.
In der Praxis orientierten sich die Lohnkommissionen oftmals an den Unternehmen, die die geringste Ertragsrate aufwiesen. Unternehmen des Bergbausektors, der Agrarwirtschaft und des Dienstleistungsbereiches waren jedoch von den gesetzlichen Mindestlohnbestimmungen ausgenommen, was damaligen wahlpolitischen Überlegungen geschuldet war. Viele dazu verpflichtete Unternehmen entlohnten jedoch unter dieser Mindestgrenze. Den Lohnkommissionen oblag sogar die Kontrolle zur Einhaltung der gesetzlich definierten Grenzwerte und es gab dazu eine Beschwerdeinstanz. Fehlende Beratungsmöglichkeiten für die betroffenen Arbeitnehmer und deren meist kurzfristigen Anstellungsverträge verhinderten entsprechende Korrekturen dieser Missstände.
Das System der Lohnkommissionen diente nach 1945 im Rahmen der Industriepolitik zur Infragestellung allgemeiner Mindestlohnregelungen im Bereich der Border Industry (deutsch etwa: „Grenzindustrie“), die sich durch eine bewusste Lenkungs- und Förderpolitik in der Randzone um die Homelands angesiedelt hatte. Hier zeigte sich die Apartheidregierung bereit, durch spezifische wage determinations (deutsch etwa: „Lohnfestlegungen“) oder industrial council agreements (deutsch etwa: „Industrierats-Abkommen“) die sonst geltenden Festlegungen außer Kraft zu setzen, um in den grenznahen Industrieinvestitionen spezielle Niedriglöhne zu ermöglichen, die noch erschwerend durch Arbeitssuchende aus den benachbarten Homelands unter Dauerdruck standen.

## Wirtschaftstheorie
Die ökonomischen Auswirkungen von Mindestlöhnen werden kontrovers diskutiert.
Während die klassische Nationalökonomie bis ins späte 19. Jahrhundert sowie ihr Nachfolger die Neoklassische Theorie den Arbeitsmarkt bis heute im Sinne eines freien Marktes wie einen Gütermarkt betrachten, führte der Keynesianismus im frühen 20. Jahrhundert die Konjunkturpolitik im Sinne eines regulierten Marktes in die theoretische Betrachtung ein. Die Annahme vollkommener Arbeitsmärkte wurde von John Maynard Keynes in General Theory fundamental kritisiert. Diese Perspektive nahm die Neue Institutionenökonomik wieder auf. Neuere Theorien ziehen die Unvollkommenheiten auf dem Arbeitsmarkt in Untersuchungen ein oder berücksichtigen, dass Arbeitsmärkte abgeleitete bzw. regulierte Märkte sind.
Einige dieser Thesen:
- Der Ökonom Gary Fields meint, dass ein Markt für Arbeit nicht nur auf seinem eigenen Sektor betrachtet werden dürfe, da er nicht vor der Wirkung anderer Marktsektoren geschützt sei. Die Bedingungen für den Arbeitsmarkt in einer Branche können beispielsweise die in einer anderen Branche beeinflussen, so dass die einfache Lehrbuchannahme eines Marktmodells nicht zutreffe.[14]
- Walter Eucken, Begründer des Ordoliberalismus, der als Grundlage der Sozialen Marktwirtschaft gilt, argumentiert, dass die Angebotskurve anormal verlaufen könne, wenn die Menschen zur Sicherung der Existenzgrundlage bei sinkenden Löhnen das Arbeitsangebot ausweiten müssen. Sollte ein solches Problem über längere Zeit hinweg auftreten, schlägt Eucken hierfür die staatliche Festsetzung von Minimallöhnen vor.[15]
- Die Modellierung effizienzlohntheoretischer Zusammenhänge betrachtet Unternehmer und Beschäftigte nicht nur als reine Anpasser an externe Bedingungen, sondern als aktive und möglicherweise innovative Akteure.[16] Ein Mindestlohn könne zu steigender Motivation der Beschäftigten führen oder die Unternehmen zur Qualifizierung der Mindestlohnbezieher veranlassen. Durch gestiegene Produktivität stiegen auch die Gewinne des Unternehmens.[17]
- Ein gestiegenes Suchverhalten bei höheren Lohnniveau u. U. kann zu mehr Beschäftigung führen, weil ein Arbeitsangebot dann eher angenommen wird; andererseits aber auch zu einem Rückgang im Niedriglohnsektor.

Verschiedene Literaturauswertungen gelangen zu dem Ergebnis, dass die theoretische Analyse keine eindeutigen negativen Beschäftigungswirkungen eines Mindestlohns belege. Laut Sachverständigenrat zur Begutachtung der gesamtwirtschaftlichen Entwicklung (SVR) „hängt das Urteil über den Mindestlohn davon ab, welche praktische Relevanz den Modellannahmen beigemessen wird. Das heißt, es bedarf letztlich einer empirischen Analyse.“.

### Neoklassische Theorie
Laut neoklassischer Wirtschaftstheorie hält ein Mindestlohn diejenigen Arbeitnehmer vom Arbeitsmarkt fern, bei denen der unternehmerische Ertrag aus ihrer Arbeit unter den durch den Mindestlohn festgelegten Kosten ihres Arbeitsplatzes liegt.
Im neoklassischen Modell stellt sich auf einem freien Markt aufgrund der Gesetze von Angebot und Nachfrage stets ein Gleichgewicht ein, so auch auf dem Arbeitsmarkt. Im Gleichgewicht entspricht die Menge der angebotenen Arbeitskraft der nachgefragten Arbeitskraft und der angebotene Lohn dem nachgefragten Lohn. Dieser wird als Gleichgewichtslohn bezeichnet.

### Kritik
Laut Tom Krebs ist das neoklassische Modell vom Arbeitsmarkt, nach dem der Mindestlohn immer Arbeitsplätze vernichtet, wirklichkeitsfremd, denn die Welt sei komplizierter, als in ökonomischen Lehrbüchern beschrieben. Die moderne Arbeitsmarktforschung geht nicht davon aus, dass der Lohn immer dem Grenzprodukt der Arbeit entspräche. Sie berücksichtigt stattdessen, dass Beschäftigungsverhältnisse einen Mehrwert erschaffen und Machtstrukturen die Aufteilung bestimmen. Aus ihrer Sicht sind die marktliberale Märchenwelt ohne Machtstrukturen und der marxistische Kapitalismus mit vollständiger Ausbeutung Grenzfälle einer allgemeinen Theorie. Welches Regime in einem Land zu einem gewissen Zeitpunkt dominiert, hängt von vielen Faktoren ab und kann letztlich nur durch eine Kombination von Theorie und Empirie bestimmt werden.

### Kaufkrafttheorie
Nach der nachfrageorientierten Kaufkrafttheorie steigert ein Mindestlohn den Gesamtkonsum der Volkswirtschaft. Die Lohnempfänger im Niedriglohnbereich konsumieren demnach den Großteil ihres Einkommens unmittelbar. Die Voraussetzung für einen positiven Nettoeffekt für die Wirtschaft ist laut dieser Theorie dadurch gegeben, dass der Nachfrageeffekt größer ist als die Preissteigerungen infolge der höheren Löhne. Z. B. könnten die Bezieher hoher Einkommen ihre Sparsumme reduzieren, um die höheren Preise zu bezahlen, und das Einkommen der neuen Mindestlohnbezieher ist ohnehin gestiegen. Es muss mehr investiert werden, um den Nachfrageüberhang auszugleichen. Deshalb wird die Investitionstätigkeit bei einer sinkenden Sparquote nicht verringert, sondern wegen der Zunahme der Kaufkraft vergrößert: „In einer gesamtwirtschaftlichen Betrachtung aber, und das ist für die Wirtschaftspolitik die einzig relevante Sichtweise, führt die Idee des der Investition vorangehenden Sparens in die Irre. Der Kern des Missverständnisses liegt in der immer gewährleisteten Identität von realisiertem Sparen und realisiertem Investieren.“
Kritik
Vertreter der Angebotspolitik bestreiten, dass durch die Einführung von Mindestlöhnen ein Nachfrageeffekt erzeugt werden kann. Die Effekte nachfragesteuernder Maßnahmen werden im Gegensatz zur Preissteigerung erst mit großer zeitlicher Verzögerung wirksam. Ein Unternehmen produziert und verkauft zum Zeitpunkt der Einführung eines Mindestlohnes nicht mehr Güter und verfügt somit nicht über mehr Geld; es muss daher entweder Personal entlassen, die Gehälter kürzen oder die Gewinne reduzieren. Also treten zuerst negative Nachfrageeffekte ein. Wenn nun die Erhöhung der Niedriglöhne zu einem späteren Zeitpunkt tatsächlich reale Nachfrageeffekte hervorruft, wird sich die kumulierte Nachfrage nicht verändern, sondern es gibt nur Verlagerungen bei der Nachfrageentscheidung. In der Regel nimmt aufgrund der niedrigeren Sparquote der neuen Nachfragerstruktur die Nachfrage nach Investitionsgütern ab, was mittelfristig zu einem Anstieg der Arbeitslosigkeit führt.
Weiter wird kritisiert, dass diejenigen Unternehmen Vorteile aus dem Kaufkraftgewinn der Lohnempfänger zögen, die von der Lohnerhöhung weniger belastet seien. Dies sind zum einen die Unternehmen der kapitalintensiven Wirtschaftszweige, die relativ wenig Menschen beschäftigen, zum anderen ausländische Unternehmen, die oftmals bereits kostengünstiger produzieren.

### Weitere Positionen in der wirtschaftswissenschaftlichen Diskussion
Der Ökonom Gregory Mankiw argumentiert, dass ein Mindestlohn äquivalent ist zu
1. einer Gehaltssubvention für ungelernte Arbeiter, bezahlt durch
2. eine Steuer auf Arbeitgeber, die ungelernte Arbeiter beschäftigen.[24]

Der erste Teil der Politik bringt Vorteile für Niedriglöhner, während der zweite bestimmte Arbeitgeber diskriminiert.
Daher argumentieren einige Kritiker des Mindestlohns, dass eine negative Einkommensteuer größeren Teilen der ärmeren Bevölkerung Vorteile bringt und dabei die Kosten gerechter auf die Gesellschaft als Ganzes verteilt. Dass die negative Einkommensteuer armen Arbeitern einen größeren monetären Vorteil bei geringeren Kosten für die Gesellschaft bringt, wurde in einem Bericht des Congressional Budget Office dokumentiert.
Nach Lewis F. Abbott sind Arbeit gebende Unternehmen ökonomische Organisationen und keine Wohlfahrtsorganisationen und nationale Mindestlöhne ineffiziente, kostenträchtige und dysfunktionale Methoden, den Lebensstandard von ärmeren Haushalten anzuheben. Es ist für die Regierung sehr viel praktischer und kostengünstiger, wenn sie:
- die Möglichkeiten zu arbeiten maximiert, unabhängig von dem Marktwert der Arbeit; selbst einfachste Tätigkeiten bieten laut Abbott wertvolle Arbeitserfahrungen und Möglichkeiten zur Weiterentwicklung;
- Niedriglöhne aufstockt oder wenn nötig subventioniert und
- Geld in anderen Bereichen spart, Inflation bekämpft und diverse künstliche politisch bedingte Belastungen abschafft, die die Lohnsubventionen erst erforderlich machen.[26]

## Empirische Studien und Prognosen

### Internationale Befunde

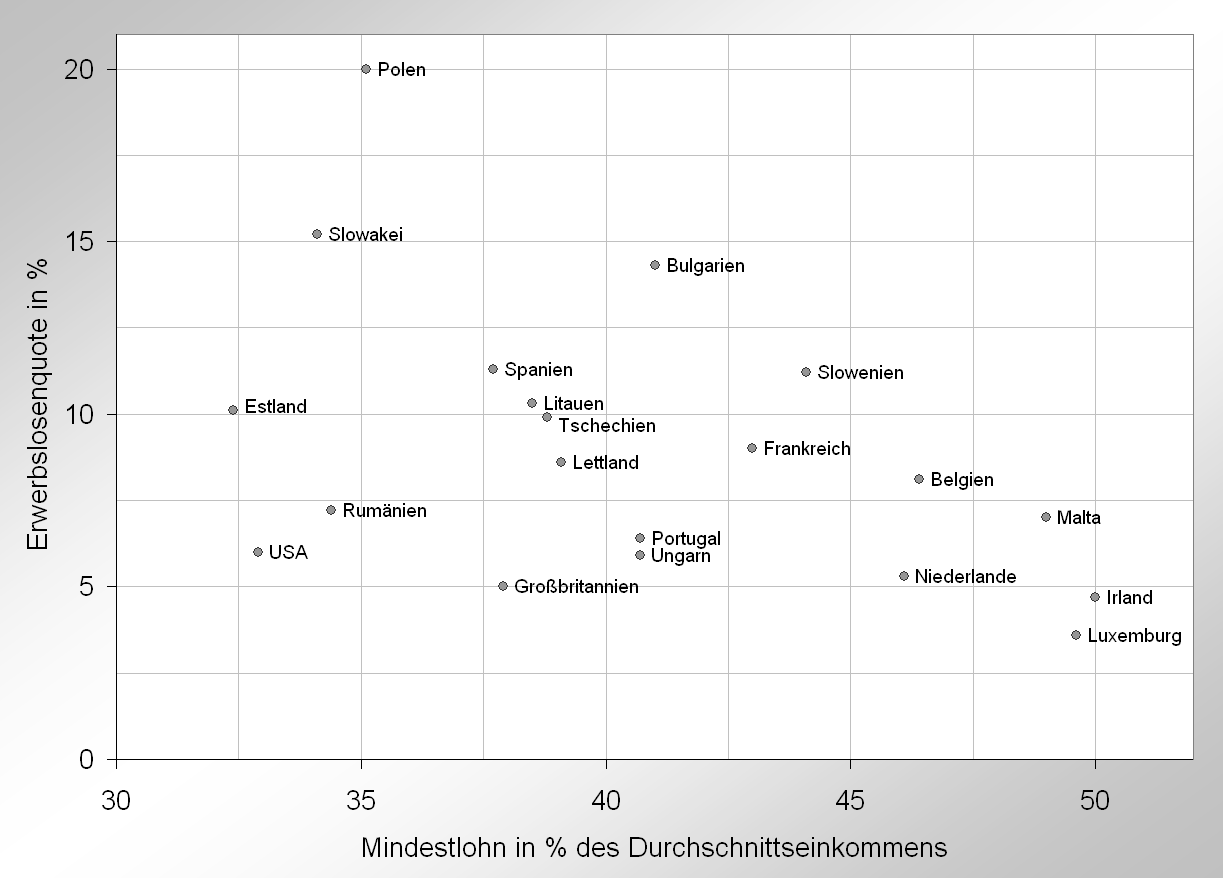
Mindestlohn und Erwerbslosenquote, 2004

Von der OECD 1998 und 2003 erstellte Literaturübersichten zu empirischen Studien zu Beschäftigungswirkungen von Mindestlöhnen zeigen, dass im Gegensatz zu älteren Untersuchungen, die übereinstimmend nur negative Effekte konstatierten, nun grob widersprüchliche Ergebnisse ermittelt wurden. Dabei wurden Ergebnisse, die entweder keine statistisch signifikanten Aussagen hergeben, oder solche, bei denen die konjunkturellen Effekte eventuell eine Rolle spielen, als widersprüchlich gewertet. Neben negativen Beschäftigungswirkungen, vor allem bei Jugendlichen, wurde auch festgestellt, dass die Armutsquote durch Mindestlöhne nur in begrenztem Maße verringert werden kann, da viele arme Haushalte kein Einkommen aus Erwerbsarbeit beziehen und Beschäftigte mit Mindestlöhnen oft in Haushalten mit einem höher Verdienenden leben. Die unterschiedlichen qualitativen Ergebnisse aus neun Ländern besagen zusammengefasst: In 24 Fällen ergab sich eine Unterstützung für das neoklassische Standardmodell, also Evidenz für negative Beschäftigungseffekte. Widersprüchliche Ergebnisse wurden bei sieben Studien konstatiert und unerwartete Ergebnisse, also entweder keine oder sogar positive Beschäftigungswirkungen, in 15 Fällen aufgezeigt.
Der Sachverständigenrat zur Begutachtung der gesamtwirtschaftlichen Entwicklung kommt in seiner Auswertung der jüngeren Studien zu dem Ergebnis, dass in den Vereinigten Staaten und Großbritannien, wo der Mindestlohn so niedrig ist, dass davon weniger als 2 % der Arbeitnehmer betroffen sind, nicht allein „in der Regel keine oder allenfalls geringfügig negative, sondern bisweilen sogar positive Beschäftigungseffekte eines Mindestlohns“ gefunden wurden. In Frankreich, wo der Mindestlohn so hoch ist, dass 15,6 % der Arbeitnehmer betroffen sind, zeigten sich im Unterschied dazu teilweise starke negative Beschäftigungseffekte, vor allem bei Jugendlichen und Frauen. In diesem Land, das laut SVR „hinsichtlich seines institutionellen Regelwerkes auf dem Arbeitsmarkt am ehesten mit Deutschland vergleichbar ist“, seien die Beschäftigungsverluste aufgrund der Anhebung des französischen Mindestlohns (SMIC) allerdings beachtlich. „So ermitteln Laroque und Salanié (2002) einen signifikanten Einfluss des Mindestlohns auf die Höhe der Arbeitslosigkeit.“ Andere Studien ermitteln allenfalls einen geringen negativen Beschäftigungseffekt des SMIC. Weitere Untersuchungen schätzen die beschäftigungspolitischen Effekte von Mindestlöhnen infolge produktivitätssteigernder Wirkungen durch veränderte Unternehmensstrategien positiv ein. Zudem seien weitere positive Einflüsse auf Wachstum und Beschäftigung über eine Stärkung der Binnennachfrage zu erwarten, so dass ein negativer Beschäftigungseffekt stark relativiert werde.
Nach Angaben der ILO führen gravierende Erhöhungen von Mindestlöhnen empirisch belegbar zu Beschäftigungseinbußen für diejenigen Beschäftigten, welche zum Mindestlohn arbeiten. Hingegen kommt es im Fall moderater Erhöhungen zu keinen signifikanten Beschäftigungseffekten.

### Deutsche Befunde
Siehe dazu den Abschnitt Empirische Untersuchungen in Deutschland.

## Situation in verschiedenen Staaten

### Überblick
In den meisten EU-Ländern wird der Mindestlohn als Bruttomonatslohn definiert, in Großbritannien, Irland, den Niederlanden und Deutschland als Stundenlohn. 2015 hatten 22 von 28 Mitgliedstaaten der Europäischen Union einen gesetzlich festgelegten Mindestlohn.
In Österreich, der Schweiz, Italien und den skandinavischen Ländern gibt es keinen von der jeweiligen Regierung festgelegten Mindestlohn, unter anderem deshalb, weil mehr Wert auf die Tarifautonomie gelegt wird. In Dänemark, Finnland und Schweden liegt die Tarifbindung bei über 90 %. In Österreich besteht ebenfalls eine beinahe flächendeckende Tarifbindung.
Im Jahr 2022 beschloss die Europäische Union (EU) eine Mindestlohnrichtline, die EU-Mitgliedsstaaten verpflichtete, Kriterien für die Bemessung von Mindestlöhnen festzulegen und ihre Höhe entsprechend regelmäßig zu aktualisieren. Die Richtlinie trat EU-weit im November 2024 in Kraft und gibt unter anderem die Empfehlung, dass die Höhe des jeweiligen Mindestlohns sich an den Medianlöhnen des jeweiligen Landes orientieren soll.
Dänemark klagte gegen die Mindestlohnrichtlinie mit Verweis auf die Nichtzuständigkeit der EU vor dem Europäischen Gerichtshof. Der Generalanwalt am EuGH, Athanasios Emiliou, unterstützt die Klage, die finale Entscheidung liegt beim EuGH.
| Land           | Euro/Stunde | Euro/Stunde (kaufkraftbereinigt) | Stand      | % des mittleren Lohns |  |
| -------------- | ----------- | -------------------------------- | ---------- | --------------------- |  |
| Luxemburg      | 15,25       | 12,29                            | 01.01.2025 | 56,7 %                |  |
| Niederlande    | 14,06       | 12,26                            | 01.01.2025 | 49,1 %                |  |
| Irland         | 13,50       | 12,16                            | 01.01.2025 | 48,3 %                |  |
| Belgien        | 12,83       | 12,17                            | 01.02.2025 | 48,7 %                |  |
| Deutschland    | 12,82       | 11,81                            | 01.01.2025 | 51,7 %                |  |
| Frankreich     | 11,88       | 11,92                            | 01.01.2025 | 62,2 %                |  |
| Spanien        | 8,37        | 9,32                             | 01.01.2025 | 52,2 %                |  |
| Slowenien      | 7,39        | 8,64                             | 01.01.2025 | 63,0 %                |  |
| Polen          | 7,08        | 10,36                            | 01.01.2025 | 54,7 %                |  |
| Litauen        | 6,35        | 8,55                             | 01.01.2025 | 47,3 %                |  |
| Zypern         | 6,06        |                                  | 01.01.2025 |                       |  |
| Portugal       | 6,01        | 7,31                             | 01.01.2025 | 68,2 %                |  |
| Kroatien       | 5,61        | 8,41                             | 01.01.2025 | 45,0 %                |  |
| Griechenland   | 5,60        | 7,03                             | 01.01.2025 | 49,5 %                |  |
| Malta          | 5,54        | 6,61                             | 01.01.2025 |                       |  |
| Estland        | 5,31        | 5,83                             | 01.01.2025 | 42,5 %                |  |
| Tschechien     | 4,95        | 6,50                             | 01.01.2025 | 43,8 %                |  |
| Rumänien       | 4,87        | 8,19                             | 01.01.2025 | 56,2 %                |  |
| Slowakei       | 4,69        | 5,80                             | 01.01.2025 | 50,8 %                |  |
| Lettland       | 4,38        | 5,69                             | 01.01.2025 | 42,3 %                |  |
| Ungarn         | 4,23        | 6,15                             | 01.01.2025 | 48,2 %                |  |
| Bulgarien      | 3,32        | 5,48                             | 01.01.2025 | 49,6 %                |  |
|                |             |                                  |            |                       |  |
| Großbritannien | 13,51       | 11,67                            | 01.01.2025 |                       |  |
| Türkei         | 3,75        | 5,46                             | 01.01.2025 |                       |  |
| Serbien        | 3,55        | 5,85                             | 01.01.2025 |                       |  |
| Nordmazedonien | 3,13        | 7,00                             | 01.01.2025 |                       |  |
| Albanien       | 2,28        | 3,63                             | 01.01.2025 |                       |  |
| Moldawien      | 1,69        | 2,90                             | 01.01.2025 |                       |  |
| Russland       | 1,29        | 2,97                             | 01.01.2025 |                       |  |
| Ukraine        | 1,10        | 2,57                             | 01.01.2025 |                       |  |
|                |             |                                  |            |                       |  |
| Australien     | 14,70       | 11,20                            | 01.01.2025 |                       |  |
| Neuseeland     | 12,95       | 10,51                            | 01.01.2025 |                       |  |
| Kanada         | 11,08       | 9,34                             | 01.01.2025 |                       |  |
| Südkorea       | 6,80        | 8,63                             | 01.01.2025 |                       |  |
| USA            | 6,70        | 4,85                             | 01.01.2025 |                       |  |
| Japan          | 6,44        | 7,58                             | 01.01.2025 |                       |  |
| Argentinien    | 1,45        | 1,32                             | 01.01.2025 |                       |  |
| Brasilien      | 1,18        | 1,84                             | 01.01.2025 |                       |  |

1. ↑   Umrechnung in KKS auf Euro-Basis aufgrund der vom IWF für 2025 ausgewiesenen Kaufkraftparitäten
2. ↑  National Living Wage für Arbeitnehmer ab 23 Jahren
3. 1 2  Geschätzt, da Mindestlohn als Nettolohn festgelegt wird
4. 1 2  Gewichteter Durchschnitt der regionalen Mindestlöhne; teilweise unterjährige Anpassung.

### Deutschland

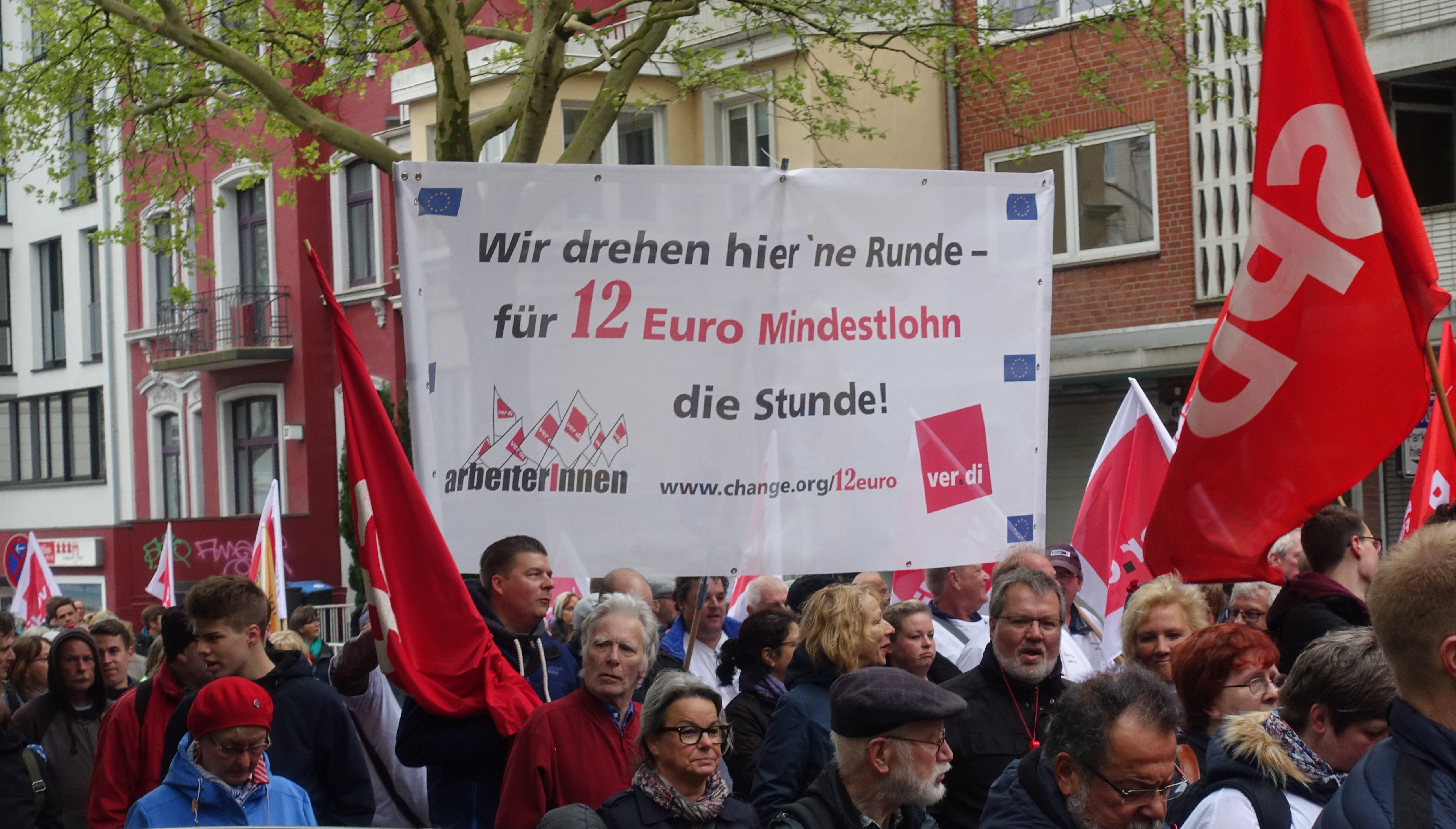
1. Mai 2019 in Hamburg: Arbeiter wollen 12 Euro Mindestlohn

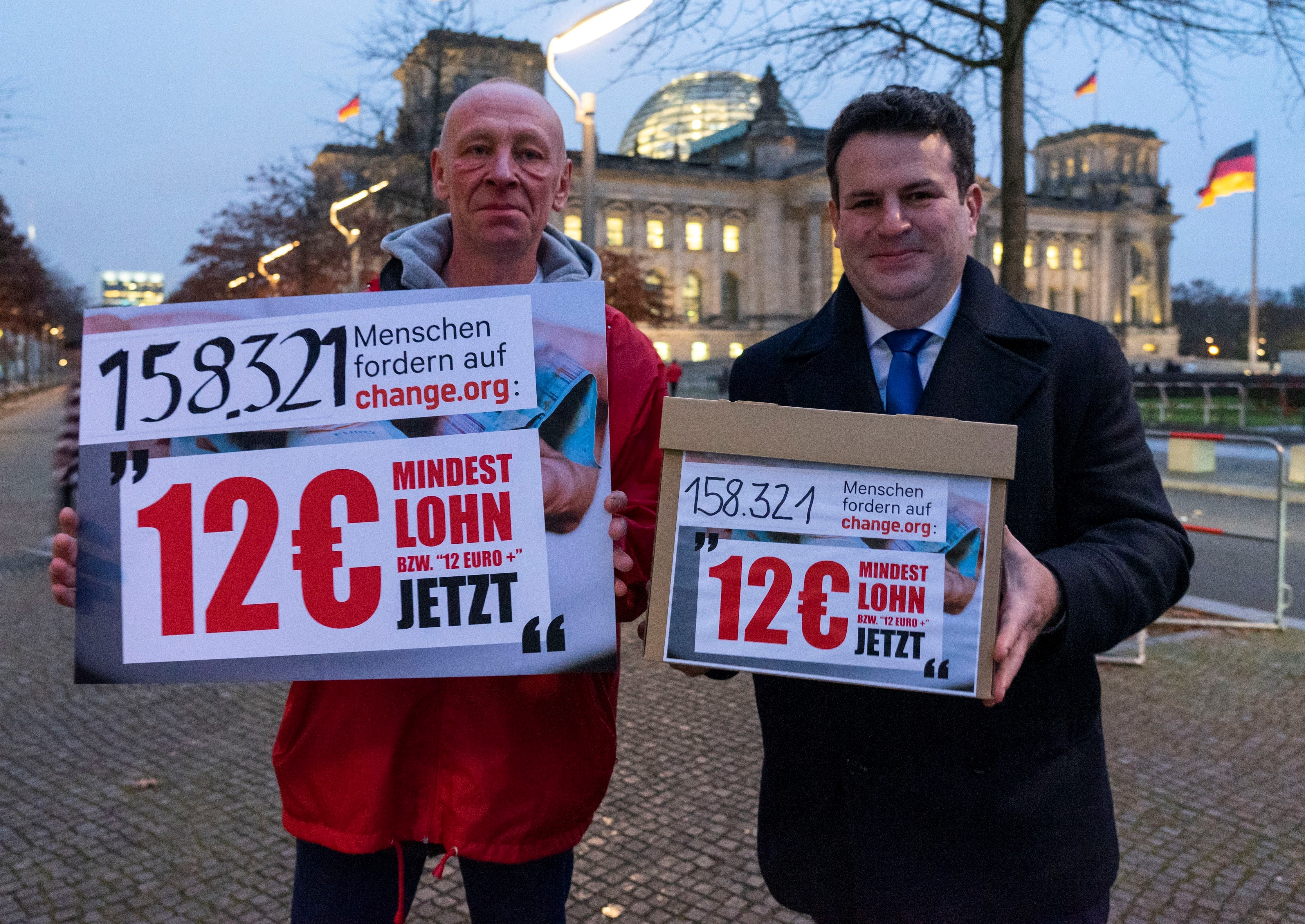
DHL-Fahrer Olaf Könemann übergibt Minister Heil Unterschriften zum Mindestlohn (2021)

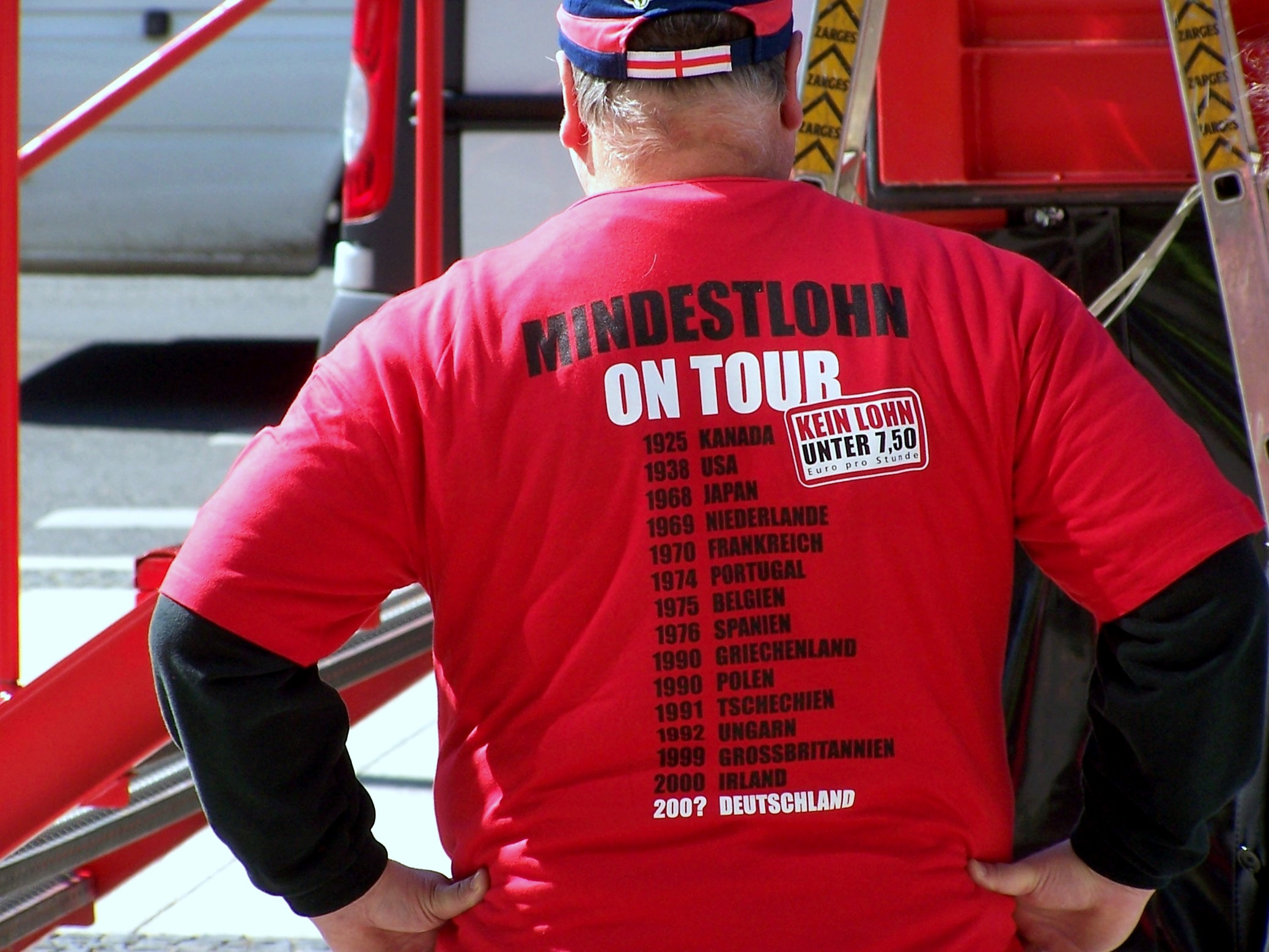
Mindestlohn on tour (2007)

Das deutsche Arbeitsrecht kennt sechs Arten von Mindestlöhnen:
- den allgemeinen Mindestlohn auf der Grundlage des Mindestlohngesetzes;
- Branchenmindestlöhne durch allgemeinverbindliche Tarifverträge auf der Grundlage des Tarifvertragsgesetzes;
- Branchenmindestlöhne durch allgemeinverbindliche Tarifverträge auf der Grundlage des Arbeitnehmer-Entsendegesetzes;
- den Mindestlohn für die Pflegebranche durch Rechtsverordnung auf der Grundlage des Arbeitnehmer-Entsendegesetzes;
- Lohnuntergrenzen für Leiharbeitnehmer auf der Grundlage des Arbeitnehmerüberlassungsgesetzes;
- Vergabemindestlöhne nach den Vergabegesetzen der Länder, Vergabemindestlöhne beinhalten keinen individuellen Anspruch der Arbeitnehmer auf ein Mindestentgelt.[42]

In Deutschland wurde 2009 in Westdeutschland für 65 % und in Ostdeutschland für 51 % der sozialversicherungspflichtig Beschäftigten ein Branchen- oder Firmentarifvertrag angewendet. Der Anteil der Beschäftigten in Deutschland, deren Lohn- und Arbeitsbedingungen durch einen Tarifvertrag geregelt werden, hat seit 1996 eine rückläufige Tendenz.
In Deutschland gilt seit dem 1. Januar 2015 aufgrund des Mindestlohngesetzes (MiLoG) erstmals ein allgemeiner gesetzlicher Mindestlohn. Der Mindestlohn beträgt seit 1. Januar 2025 12,82 € Brutto je Zeitstunde. Daneben gibt es in mehreren Branchen spezielle Branchenmindestlöhne. Diese gehen dem allgemeinen Mindestlohn vor, wenn sie höher als der allgemeine Mindestlohn sind (§ 1 Abs. 3 MiLoG). Während einer Übergangszeit bis Ende 2017 durften Branchenmindestlöhne den allgemeinen Mindestlohn noch unterschreiten (§ 24 Abs. 1 MiLoG). Laut einer Studie des Deutschen Instituts der Wirtschaft wurde noch 2018 der Mindestlohn bei 3,8 Millionen Arbeitnehmern in Deutschland unterschritten.
Die Branchenmindestlöhne werden grundsätzlich durch Tarifverträge festgelegt und durch einen staatlichen Rechtsetzungsakt für alle Arbeitsverhältnisse dieser Branche rechtsverbindlich. Die Rechtsverbindlichkeit des Branchenmindestlohns ergibt sich aus § 3 Arbeitnehmer-Entsendegesetz (AEntG) in Verbindung mit einer Allgemeinverbindlicherklärung des Tarifvertrags nach § 5 Tarifvertragsgesetz oder – alternativ – in Verbindung mit einer nach § 7 AEntG erlassenen Rechtsverordnung. Für die Pflegebranche gelten besondere Bestimmungen nach §§ 10 bis 13 AEntG.
Die Branchenmindestlöhne gelten auch für Arbeitnehmer, die von einem ausländischen Arbeitgeber nach Deutschland entsandt werden. Ebenso gelten sie für (Leih-)Arbeitnehmer, wenn und solange sie durch ihren Arbeitgeber (Verleiher) einem anderen Arbeitgeber (Entleiher) überlassen werden, der in den Geltungsbereich eines Branchenmindestlohns fällt (§ 8 Abs. 3 AEntG). Daneben kann für die Branche der Arbeitnehmerüberlassung selbst ein Mindestlohn-Tarifvertrag durch eine Rechtsverordnung nach § 3a Abs. 2 AÜG allgemeinverbindlich werden. Man spricht hier von einer Lohnuntergrenze.
Die von der Ampel-Koalition im Dezember 2021 vereinbarte Erhöhung (Koalitionsvertrag) des Mindestlohns auf 12 Euro/Stunde würde nach einer Studie der Hans-Böckler-Stiftung für fast 9 Millionen Beschäftigungsverhältnisse zu einer Lohnerhöhung führen. Eine Anhebung des Mindestlohns auf zwölf Euro würde für Beschäftigte, die nach Tarifvertrag bezahlt werden, eine durchschnittliche Lohnerhöhung von 1 Prozent bewirken. Bei den Beschäftigten ohne Tarif wären es 4,1 Prozent. Die Zahlen zeigten, so die Autoren der Studie, dass der höhere Mindestlohn keinen tiefen Eingriff in die Tarifautonomie bedeute. Er wäre vor allem eine wirksame Stütze zur Stabilisierung der Löhne von Beschäftigten ohne Tarifvertrag.
Insgesamt wurden im Jahr 2019 circa 1.421.000 Jobs zum Mindestlohn angeboten. Im Jahr 2019 haben 807.000 Frauen den Mindestlohn verdient. Im Vergleich dazu waren es 614.000 Männer, die den Mindestlohn für ihre Tätigkeit erhalten haben.

#### Allgemeiner gesetzlicher Mindestlohn
Der allgemeine gesetzliche Mindestlohn von ursprünglich 8,50 € wurde durch das am 1. Januar 2015 in Kraft getretene Mindestlohngesetz eingeführt. Seit dem 1. Januar 2025 liegt er bei 12,82 € brutto.
Die ursprüngliche Höhe und die Erhöhung zum 1. Oktober 2022 wurde durch den Gesetzgeber bestimmt.
Die Höhe des Mindestlohns kann auf Vorschlag einer ständigen Kommission der Tarifpartner (Mindestlohnkommission) durch Rechtsverordnung der Bundesregierung geändert werden. Die Kommission wird alle fünf Jahre durch die Bundesregierung neu berufen. Sie besteht aus einem Vorsitzenden, je drei stimmberechtigten ständigen Mitgliedern der Arbeitnehmer- und der Arbeitgeberseite sowie zwei Mitgliedern aus Kreisen der Wissenschaft ohne Stimmrecht (beratende Mitglieder).
Anspruch auf den gesetzlichen Mindestlohn haben alle Arbeitnehmer. Ebenso Anspruch haben Praktikanten, die eingestellt werden, um berufliche Fertigkeiten, Kenntnisse, Fähigkeiten oder berufliche Erfahrungen zu erwerben, ohne dass es sich um eine Berufsausbildung im Sinne des Berufsbildungsgesetzes (BBiG) handelt. Das gilt nicht für Schüler oder Studenten, die das Praktikum im Rahmen ihrer Schulausbildung oder ihres Studiums absolvieren oder für bis zu dreimonatige Orientierungspraktika oder für von der Arbeitsagentur geförderte Maßnahmen zum Erwerb einer Einstiegsqualifikation.
Ausgenommen von dem Anspruch auf den Mindestlohn sind außerdem jugendliche Arbeitnehmer und Auszubildende. Arbeitnehmer, die mindestens 1 Jahr lang arbeitslos waren (Langzeitarbeitslose i.S. v. § 18 SGB III) haben erst nach sechsmonatiger Beschäftigung Anspruch auf den Mindestlohn. Für Zeitungszusteller galt übergangsweise ein geringerer Mindestlohn, und zwar bis Ende 2015 von 6,38 €, bis Ende 2016 von 7,23 € und bis Ende 2017 von 8,50 € (§ 24 Abs. 2 MiLoG).
Darüber hinaus konnte bis Ende 2016 mit allgemeinverbindlichen Tarifverträgen vom gesetzlichen Mindestlohn nach unten abgewichen werden. Seit 2017 gilt der Mindestlohn in allen Branchen, selbst wenn ein Tarifvertrag ein niedrigeres Entgelt vorsieht.
Anderweitige Vereinbarungen, die den Anspruch auf Mindestlohn unterschreiten oder seine Geltendmachung beschränken oder ausschließen, sind insoweit unwirksam. Arbeitnehmer können auf den Mindestlohn nur durch gerichtlichen Vergleich verzichten. Der Mindestlohnanspruch kann nicht verwirkt werden. Die Einhaltung des Mindestlohns wird von der Finanzkontrolle Schwarzarbeit (FKS) der Zollverwaltung kontrolliert. Um die Kontrolle zu erleichtern, bestehen für Arbeitgeber zusätzliche Melde- und Dokumentationspflichten.
Das Bundesarbeitsgericht entschied im September 2017, dass für Nachtzuschläge, die nach dem tatsächlichen Stundenverdienst berechnet werden, der Mindestlohn als untere Basis gilt.
Vor der Einführung des Mindestlohns in Deutschland Anfang 2015 wurde vielfach vor negativen Folgen für den Arbeitsmarkt und starken Arbeitsplatzverlusten gewarnt. Ein Jahr nach Einführung waren keine derartigen Folgen festzustellen.
Ab 1. Januar 2021 betrug der Mindestlohn 9,50 € pro Stunde, zum 1. Juli 2021 wurde er auf 9,60 € angehoben. Am 1. Juli 2022 stieg der Mindestlohn auf 10,45 €.
Am 3. Juni 2022 beschloss der Bundestag per Gesetz, den Mindestlohn außerplanmäßig zum 1. Oktober 2022 auf 12 € anzuheben.
Im Sommer 2023 wurde vom Deutschen Bundestag eine Erhöhung des Mindestlohns auf 12,41 € zum 1. Januar 2024 sowie eine weitere Anhebung auf 12,82 € zum 1. Januar 2025 beschlossen. Der Beschluss erfolgte auf Vorschlag der Mindestlohnkonferenz, allerdings gegen die Stimmen der Gewerkschaften.

#### Aktuelle gesetzliche Mindestlöhne und Lohnuntergrenzen in den einzelnen Branchen
| Branche                                                               | In Kraft ab       | Gültig bis         | Bruttoverdienst je Arbeitsstunde | Nachweis |
| --------------------------------------------------------------------- | ----------------- | ------------------ | --- | -------- |
| Abfallwirtschaft                                                      | 1. Oktober 2021   | 30. September 2022 | - Bundesweit: 10,45 € | [ 58 ]   |
| Aus- und Weiterbildungsdienstleistungen                               | 1. Januar 2022    | 31. Dezember 2022  | - Qualifikationsstufe 1: 17,18 € - Qualifikationsstufe 2: 17,70 € | [ 59 ]   |
| Bauhauptgewerbe                                                       | 1. Januar 2021    | 31. Dezember 2021  | - Hilfsarbeiter bundesweit und Facharbeiter Ost (Lohngruppe 1): 12,85 € - Facharbeiter Berlin (Lohngruppe 2): 15,55 € - Facharbeiter West (Lohngruppe 2): 15,70 € | [ 60 ]   |
| Dachdeckerhandwerk                                                    | 1. Januar 2022    | 31. Dezember 2023  | - ungelernte Arbeitnehmer bundesweit: 13,00 € (ab 01.01.2023: 13,30 €) - gelernte Arbeitnehmer (Gesellen) bundesweit: 14,50 € (ab 01.01.2023: 14,80 €) | [ 61 ]   |
| Elektrohandwerk                                                       | 1. Januar 2022    | 31. Dezember 2024  | - Bundesweit: 12,90 € (ab 01.01.2023: 13,40 €, ab 01.01.2024: 13,95 €) | [ 62 ]   |
| Fleischwirtschaft                                                     | 1. Januar 2022    | 30. November 2024  | - Bundesweit: 11,00 € (ab 01.12.2022: 11,50 €; ab 01.12.2023: 12,30 €) | [ 63 ]   |
| Gebäudereinigung                                                      | 1. April 2021     | 31. Dezember 2023  | - Innen- und Unterhaltsreinigung; bundesweit: 11,55 € (ab 01.01.2023: 12,00 €) - Glas- und Fassadenreinigung; bundesweit: 14,81 € (ab 01.01.2023: 15,20 €) | [ 64 ]   |
| Gerüstbauerhandwerk                                                   | 1. Oktober 2021   | 30. September 2023 | - Bundesweit: 12,55 € (ab 01.10.2022: 12,85 €) | [ 65 ]   |
| Maler- und Lackiererhandwerk                                          | 1. Mai 2021       | 31. Mai 2022       | - ungelernte Arbeitnehmer bundesweit: 11,40 € - gelernte Arbeitnehmer (Gesellen) bundesweit: 13,80 € | [ 66 ]   |
| Pflegebranche (Altenpflege und häusliche Pflege durch Pflegebetriebe) | 1. September 2021 | 30. Juni 2026      | - Pflegehilfskräfte - bundesweit: 12,00 € (ab 01.04.2022: 12,55 €, ab 01.09.2022: 13,70 €, ab 01.05.2023: 13,90 €, ab 01.12.2023: 14,15 €, ab 01.05.2024: 15,50 €, ab 01.07.2025: 16,10 €) - Pflegekräfte - bundesweit: 12,50 € (ab 01.04.2022: 13,20 €, ab 01.09.2022: 14,60 €, ab 01.05.2023: 14,90 €, ab 01.12.2023: 15,25 €, ab 01.05.2024: 16,50 €, ab 01.07.2025: 17,35 €) - Pflegefachkräfte - bundesweit: 15,00 € (ab 01.04.2022: 15,40 €, ab 01.09.2022: 17,10 €, ab 01.05.2023: 17,65 €, ab 01.12.2023: 18,25 €, ab 01.05.2024: 19,50 €, ab 01.07.2025: 20,50 €) Für die Pflegebranche tritt nach dem 4. Abschnitt des AEntG an die Stelle eines Tarifvertrags der Vorschlag einer Kommission, der neben den Gewerkschaften und den nichtkirchlichen Arbeitgebern auch Vertreter der kirchlichen Pflegearbeitgeber und der bei ihnen beschäftigten Arbeitnehmer angehören. Damit wird dem so genannten Dritten Weg der Kirchen Rechnung getragen, die es unter Berufung auf ihr Selbstbestimmungsrecht ablehnen, Tarifverträge zu schließen oder sich Tarifverträgen zu unterwerfen. | [ 67 ]   |
| Schornsteinfegerhandwerk                                              | 1. Januar 2021    | 31. Dezember 2022  | - Bundesweit: 13,80 € | [ 68 ]   |
| Steinmetz- und Steinbildhauerhandwerk                                 | 1. November 2021  | 30. September 2023 | - Bundesweit: 12,85 € (ab 01.08.2022: 13,35 €) | [ 69 ]   |

| Branche                              | In Kraft ab   | Gültig bis        | Bruttoverdienst je Arbeitsstunde | Nachweis |
| ------------------------------------ | ------------- | ----------------- | -------------------------------- | -------- |
| Arbeitnehmerüberlassung (Zeitarbeit) | 1. April 2023 | 31. Dezember 2023 | - Bundesweit: 13 €               | [ 70 ]   |

In weiteren Branchen ist ein Mindestlohn rechtlich möglich, aber nicht (mehr) in Kraft. Betroffen sind folgende Branchen:

##### Briefdienstleistungen
Mit der Postmindestlohnverordnung waren Mindestlöhne für die Branche nach Maßgabe des Tarifvertrages für verbindlich erklärt worden, den der Arbeitgeberverband Postdienste e. V. und die Vereinte Dienstleistungsgewerkschaft „ver.di“ im November 2007 geschlossen hatten. Die Postmindestlohnverordnung wurde jedoch durch das Bundesverwaltungsgericht, wie bereits von den Vorinstanzen, als rechtswidrig und damit als ungültig angesehen.

##### Abbruch- und Abwrackgewerbe
Hier galt bis zum 31. Dezember 2008 ein Mindestlohn von 9,10 € bis 11,96 €.

##### Friseurhandwerk
Hier galt bis zur Einführung des allgemeinen folgender branchenspezifischer Mindestlohn:
- ab 1. Januar 2014
  - West: 7,50 €
  - Ost und Berlin: 6,50 €
- ab 1. August 2014
  - West: 8,00 €
  - Ost und Berlin: 7,50 €
- ab 1. August 2015
  - bundesweit: 8,50 €

#### Empirische Untersuchungen

##### Vor Einführung des gesetzlichen Mindestlohns 2015
Laut einer Studie des Instituts für Wirtschaftsforschung Halle und des Ifo-Instituts aus dem Jahr 2007 birgt das Instrument des Mindestlohns die Gefahr, dass die dadurch gestiegenen Einkommen zu Arbeitsplatzverlusten bei Geringverdienern führen könnten. Eine ebenfalls 2007 veröffentlichte DFG-Studie (Mikrodatenanalyse über Mindestlohneffekte des Entsendegesetzes) für die deutsche Bauwirtschaft ergab hinsichtlich der Beschäftigungswirkung insgesamt keine größeren Effekte. Die Untersuchung ergab im Detail in jeweils minimalem Ausmaß sowohl negative Effekte für Ostdeutschland als auch positive Effekte für Westdeutschland. Die Aussagekraft beider Studien wurde unterschiedlich beurteilt. Forscher der gewerkschaftsnahen Hans-Böckler-Stiftung konstatieren eine kontroverse Diskussion innerhalb der Wirtschaftswissenschaft zum Verhältnis von Mindestlöhnen und Beschäftigung, bestreiten aber die Folge des Verlusts von Arbeitsplätzen.
Im Auftrag des Bundesministeriums für Arbeit und Soziales evaluierten 2011 sechs führende Wirtschaftsforschungsinstitute acht der insgesamt zwölf branchenspezifischen Mindestlöhne in Deutschland. Das Konsortium aus den Instituten IAB (Nürnberg), RWI (Essen) und ISG (Köln) analysierte den Mindestlohn in der Bauindustrie, das ZEW (Mannheim) übernahm das Dachdeckerhandwerk und die Abfallwirtschaft, das IAQ (Duisburg) die Wäschereidienstleistungen im Objektkundengeschäft und die Gebäudereinigung und das IAW (Tübingen) die Pflegebranche, das Maler- und Lackiererhandwerk und das Elektrohandwerk. Ziel der Studien war es, die bestehenden Mindestlöhne hinsichtlich ihrer Auswirkungen auf die Beschäftigung, den Arbeitnehmerschutz und den Wettbewerb zu untersuchen. Die Ergebnisse wurden in zusammenfassender Form in einer Sonderausgabe der Zeitschrift für Arbeitsmarktforschung veröffentlicht. Die Analysen beruhen größtenteils auf Mikrodaten und entsprechen den Standards der internationalen Mindestlohnforschung. Methodisch wurde der Differenz-von-Differenzen Ansatz verwendet, bei dem die Ergebnisvariable (z. B. die Beschäftigung oder Löhne) ähnlich wie bei einer Medikamentenstudie vor und nach Einführung des Mindestlohnes zwischen einer Gruppe aus Betroffenen und einer Kontrollgruppe verglichen wird. Insgesamt legen die Ergebnisse nahe, dass Beschäftigungsverluste durch einen Mindestlohn weitgehend ausgeblieben sind, wenn auch große regionale Unterschiede zu konstatieren sind. So lassen sich insbesondere in Ostdeutschland deutliche Effekte der Lohnuntergrenze auf die Lohnverteilung nachweisen.
Weitere wissenschaftliche Studien zu den ökonomischen Effekten erschienen in einer Sonderausgabe des German Economic Review. So untersucht eine Studie von Frings die Beschäftigungseffekte sowohl in der Elektro- als auch in der Maler- und Lackiererbranche. Die Ergebnisse legen nahe, dass mit der Einführung des Mindestlohnes in der Branche keine negativen Beschäftigungswirkungen einhergegangen sind, trotz teils hoher Betroffenheit. In der Studie von Boockmann, Krumm, Neumann und Rattenhuber für die Elektrobranche kommen die Autoren zu einem ähnlichen Ergebnis. Die Studie von Aretz, Arntz und Gregory berücksichtigt dagegen auch Lohngruppen mit Verdiensten oberhalb des Mindestlohns in ihren Analysen und findet eine reduzierte Weiterbeschäftigungswahrscheinlichkeit in der Dachdeckerbranche, insbesondere auch bei Facharbeitern in Ostdeutschland. Eine weitere Studie betrachtet die Verdienstsituation der Dachdecker im Zuge des Mindestlohns. Die Ergebnisse zeigen, dass zwar die Löhne der Geringverdiener gestiegen sind, die Verdienste der qualifizierteren Facharbeiter sich jedoch gleichzeitig verschlechtert haben. Die Befunde sprechen für eine reduzierte Lohndifferenzierung bzw. Bildungsrendite im Handwerk. Mit einer Betroffenheitsquote (Anzahl der Beschäftigten mit einer Entlohnung unterhalb der nächsten Mindestlohnstufe) von über 50 % ist das Dachdeckerhandwerk einer der am stärksten vom Mindestlohn betroffenen Branchen. Eine weitere Studie der Universitäten Tübingen und Linz zur Schattenwirtschaft in Deutschland prognostiziert mit Einführung des Mindestlohnes zum 1. Januar 2015 eine Erhöhung der Schattenwirtschaft um 1,5 Mrd. Euro, wobei dies nach der Modellschätzung lediglich einen relativ geringen Teil der erforderlichen Anpassungen an den Mindestlohn ausmacht.

##### Seit Einführung des gesetzlichen Mindestlohns 2015
Laut einer Studie des WSI in der Hans-Böckler-Stiftung vom Oktober 2021 verdienten rund 8,6 Millionen Beschäftigte weniger als 12 Euro in der Stunde – vor allem in Jobs ohne Tarifvertrag. Etwa zwei Drittel der gut achteinhalb Millionen Menschen, die dementsprechend direkt von einer Erhöhung des gesetzlichen Mindestlohns auf 12 Euro profitieren würden, sind Frauen. Die Mehrzahl der Berufsgruppen, in denen weniger als 12 Euro bezahlt wurden, erforderten eine abgeschlossene Ausbildung.

#### Politische Debatte im Vorfeld der Einführung des Mindestlohns
Befürworter des Mindestlohns sahen die Forderungen nach Mindestlöhnen als notwendigen Bestandteil humaner Arbeit im Kontext der Menschenwürde.
Eine Position sah den gesetzlichen Mindestlohn als geeignetes und notwendiges Instrument an, soziale Verwerfungen durch Niedriglöhne zu verhindern, insbesondere auch als Kompensation für die zurückgegangene Tarifbindung und die steigende Anzahl von „Aufstockern“, die einen Lohn unterhalb des Sozialhilfeniveaus erhalten und daher einen Anspruch auf ergänzendes Arbeitslosengeld II haben. Ihre Vertreter verwiesen auf entsprechende ausländische Regelungen.
Die Gegenposition lehnte den Mindestlohn ab. Sie befürchtete negative Auswirkungen auf die wirtschaftliche Lage und einen Arbeitsplatzabbau. Sie schlug andere Modelle zur Lösung eventueller sozialer Probleme vor.
Die Tarifbindung war zurückgegangen, weil das Instrument der Allgemeinverbindlicherklärungen (AVE) weniger genutzt wurde. Daten dazu enthalten Tarifregister die vom BMA, von Landesministerien und vom WSI geführt werden. Vom 1. Januar 1999 bis zum 1. Januar 2006 (rot-grüne Koalition) ging die Zahl der AVE von 591 auf 446 Tarifverträge zurück (also um 25 %).
Während der Regierungszeit der großen Koalition (2005–2009, Kabinett Merkel I, Bundesarbeitsminister: Franz Müntefering) gab es relativ wenige Diskussionen zum Thema Mindestlohn.
Seit dem Wahlkampf vor der Bundestagswahl 2009 wurde das Thema 'Mindestlöhne' wieder stärker diskutiert; ebenso vor der Bundestagswahl 2013 (22. September) und der Bayerischen Landtagswahl (15. September 2013) und Hessen (siehe unten).
Die grün-rote Landesregierung von Baden-Württemberg (Kabinett Kretschmann I) brachte im Dezember 2011 gemeinsam mit Rheinland-Pfalz und Hamburg einen Entschließungsantrag für die Einführung eines Mindestlohns in den Bundesrat (BR) ein. Die damalige BR-Mehrheit lehnte den Antrag ab. 
Durch die Landtagswahl in Niedersachsen am 20. Januar 2013 änderte sich die Mehrheit im Bundesrat.
Der Bundesrat verabschiedete am 1. März 2013 einen Beschluss (BR-Drucksache 136/13) und am 3. Mai 2013 die Entschließung Gute Arbeit – Zukunftsfähige und faire Arbeitspolitik gestalten. In letzterer fordert der Bundesrat die Bundesregierung und den Bundestag auf, umfassende gesetzliche Veränderungen zu initiieren und umzusetzen zwecks „Sicherung auskömmlicher Löhne, insbesondere durch Einführung eines flächendeckenden allgemeinen gesetzlichen Mindestlohns in Höhe von mindestens 8,50 Euro brutto in Deutschland“.
Am 8. Mai 2013 wurden Daten aus neuen Statistiken der Bundesagentur für Arbeit (BA) bekannt.
- 2012 gab es im Jahresdurchschnitt etwa 323.000 Haushalte mit einem sogenannten Hartz-IV-Aufstocker, der ein sozialversicherungspflichtiges Bruttoeinkommen von mehr als 800 Euro bezieht. 2009 waren es etwa 20.000 weniger.
- Die Zahl dieser auf Hartz IV angewiesenen, alleinstehenden Vollzeit- oder Teilzeit-Jobber kletterte im gleichen Zeitraum um 38 % auf etwa 75.600.
- Insgesamt waren 2012 durchschnittlich etwa 1,3 Millionen Hartz-IV-Bezieher erwerbstätig, etwa genauso viele wie 2009. Knapp die Hälfte von ihnen hatten einen Mini-Job.

Zeit online konstatierte im Mai, dass einige seriöse Medien aus statistischen Zahlen falsche Schlussfolgerungen gezogen hatten und Meldungen mit Titeln wie Reguläre Jobs reichen immer seltener zum Leben (Spiegel Online) veröffentlicht hatten.

##### Tarifparteien
Die Gewerkschaft Nahrung-Genuss-Gaststätten (NGG) und die Vereinte Dienstleistungsgewerkschaft (ver.di) forderte einen gesetzlichen Mindeststundenlohn in Höhe von 8,50 €, der später auf 9,00 € ansteigen solle. Auch die IG Metall forderte nach anfänglicher Skepsis einen Mindeststundenlohn von 8,50 €. Der Deutsche Gewerkschaftsbund (DGB) hatte die Forderung nach einem gesetzlichen Mindestlohn in Höhe von 8,50 € ebenfalls übernommen. Das gesetzliche Minimum sollte dabei als Auffanglösung die Instrumente Allgemeinverbindlicherklärung und das Arbeitnehmer-Entsendegesetz ergänzen. Die IG Bergbau, Chemie, Energie (IG BCE) lehnte einen branchen-unspezifischen gesetzlichen Mindestlohn ab und favorisiert branchenspezifische Lösungen. Die IG Bauen-Agrar-Umwelt hatte für Mitglieder in Teilen ihres Organisationsbereichs bereits deutlich höhere Branchen-Mindestlöhne ausgehandelt (beispielsweise am Bau). Da dies nicht für alle Branchen in Tarifverhandlungen möglich sei, unterstützte sie nach wie vor die Forderung des DGB nach einem flächendeckenden Mindestlohn in Höhe von 8,50 €.
Die Bundesvereinigung der Deutschen Arbeitgeberverbände (BDA) war (Stand 2007) gegen den gesetzlichen Mindestlohn, sie sah 2007 durch den Mindestlohn 1,7 Millionen Arbeitsplätze bedroht.

##### Politische Parteien
In den Koalitionsverhandlungen im November 2013 vereinbarten SPD, CDU und CSU im Koalitionsvertrag die schrittweise Einführung eines flächendeckenden Mindestlohnes von 8,50 Euro für 2015 mit möglichen Ausnahmeregelungen bis 2017.
Die CDU lehnte einen flächendeckenden gesetzlichen Mindestlohn viele Jahre lang ab mit der Begründung, sie befürchte eine arbeitsplatzvernichtende Wirkung. Mit dem Ziel, Arbeitsplätze auch für Geringqualifizierte zu sichern oder zu schaffen, forderte sie stattdessen ein Mindesteinkommen, das sich aus einer Kombination aus Lohn und einem staatlichen Lohnzuschuss zusammensetzen sollte. Nach der Bundestagswahl 2009 vereinbarte die CDU mit der FDP im Koalitionsvertrag, in Deutschland keinen allgemeinen Mindestlohn einzuführen („Einen einheitlichen gesetzlichen Mindestlohn lehnen wir ab.“).
Anfang 2010 befürwortete die neue Bundesarbeitsministerin Ursula von der Leyen weitere Branchen-Mindestlöhne. Im Mai 2011 forderte die Christlich-Demokratische Arbeitnehmerschaft (CDA) Mindestlöhne. Karl-Josef Laumann (Bundesvorsitzender der CDA – Christlich-Demokratische Arbeitnehmerschaft – und Vorsitzender der CDU-Landtagsfraktion in NRW) kämpfte jahrelang parteiintern für Mindestlöhne. Davon konnte er letztendlich auch den Bundesvorstand der CDU unter Angela Merkel überzeugen, und auf dem Leipziger Parteitag 14./15. November 2011 beschloss die CDU, sich für die Einführung einer allgemein verbindlichen Lohnuntergrenze einzusetzen, die durch eine Kommission der Tarifparteien bestimmt werden solle. Einen Einfluss der Politik auf diese Lohnuntergrenze lehnte sie ab. Der Begriff „Lohnuntergrenze“ statt „Mindestlohn“ wurde gewählt, um sich begrifflich von politischen Wettbewerbern abzugrenzen.
Die SPD forderte mit dem Argument der Lohngerechtigkeit einen gesetzlichen Mindestlohn, der bei einer Vollzeitbeschäftigung das Existenzminimum gewährleistet. Sie forderte, der Mindestlohn solle gesetzlich verankert sein, flächendeckend gültig sein und mindestens 8,50 € je Stunde betragen.
Die FDP plädierte lange Zeit gegen einen gesetzlichen Mindestlohn. Sie fürchtete negative Konsequenzen für die Wirtschaft und einen Rückgang der Beschäftigung für gering qualifizierte Tätigkeiten. Negativen sozialen Folgen von Niedriglöhnen wollte sie durch Einführung eines Bürgergeldes begegnen. Der Kurswechsel der CDU und andere Faktoren lösten in der FDP eine Debatte über den zukünftigen Kurs aus. Das Thema wurde auf dem Bundesparteitag am 4. Mai 2013 diskutiert; schließlich stimmten 57 % der Delegierten für die (neue) Linie der FDP-Parteispitze.
Die Partei Die Linke forderte 2007, einen Mindestlohn von 10 € gesetzlich zu verankern, dieser solle dann jährlich mindestens in dem Maße steigen, in dem die Lebenshaltungskosten steigen.
Bündnis 90/Die Grünen schlug (Stand November 2011) eine Mindestlohnkommission nach britischem Vorbild vor, die unabhängig von politischem Einfluss mit Vertretern von Gewerkschaften, Arbeitgeberverbänden und Wissenschaft besetzt sein solle und die Höhe des Mindestlohns unter Berücksichtigung der sozialen und wirtschaftlichen Anforderungen festlegen solle.
Die Piraten forderten langfristig die Einrichtung einer Expertenkommission nach niederländischem Vorbild zur Festlegung eines gesetzlichen Mindestlohns. Kurzfristig wurde ein Mindestlohn von 9,02 Euro für unbefristete und 9,77 Euro für befristete Arbeitsverhältnisse im Jahr 2013 gefordert.
Von Seiten der Arbeitgeber wurde kritisiert, dass mit der Einführung des Mindestlohnes auch eine erhebliche Steigerung der Bürokratie einhergehe, da Arbeitszeiten aller Arbeitnehmer genau aufgezeichnet werden müssten. Dies bringe erhebliche Mehrkosten und Rechtsunsicherheit mit sich, wie u. a. der DIHK kritisierte.

#### Sachverständigenrat zur Begutachtung der gesamtwirtschaftlichen Entwicklung
Der Sachverständigenrat zur Begutachtung der gesamtwirtschaftlichen Entwicklung widmete in seinem Jahresgutachten von 2006 dem Thema Mindestlohn einen Abschnitt mit der Überschrift Mindestlöhne – ein Irrweg und untersuchte darin die Argumente für und gegen die Einführung eines Mindestlohns. Die Analyse kam zu dem Schluss: „Als Fazit ergibt sich, dass keines der Argumente für die Einführung eines Mindestlohns wirklich zu überzeugen vermag.“ (S. 407). Hinsichtlich der zu erwartenden Beschäftigungswirkungen schrieb der Sachverständigenrat: „Anders als in der Diskussion teils suggeriert, dürfte ein gesetzlicher Mindestlohn in Deutschland durchaus negative Beschäftigungseffekte nach sich ziehen.“ (S. 408) sowie: „In Verbindung mit den internationalen Erfahrungen ist daher im Hinblick auf die zu erwartenden Beschäftigungseffekte ausdrücklich vor der Einführung eines Mindestlohns in Deutschland zu warnen. Dies gilt umso mehr angesichts der gegenwärtig diskutierten Höhe eines gesetzlichen Mindestlohns von 7,50 € und mehr.“ (S. 407).
Der Angehörige des Sachverständigenrats Peter Bofinger vertrat eine abweichende Meinung. Er schlug einen Mindestlohn von 5 € vor. Seiner Ansicht nach wäre die Einführung eines Mindestlohns nicht mit negativen Beschäftigungsfolgen verbunden (S. 422 ff.).

#### Organisation für wirtschaftliche Zusammenarbeit und Entwicklung
Die Organisation für wirtschaftliche Zusammenarbeit und Entwicklung prognostizierte im Jahr 2013, dass Deutschlands Handelsbilanzüberschuss mit Mitgliedstaaten der Europäischen Union auch in den kommenden Jahren über der von der EU geforderten Grenze von 6 % liegen würde und empfahl Deutschland, einen gesetzlichen Mindestlohn einzuführen. Ihre Empfehlung enthielt keine Angaben über eine geeignete Höhe des Mindestlohns.

#### Bundesländer
In Bremen galt ab April 2021 ein Landesmindestlohn in Höhe von 12 Euro für Beschäftigte von öffentlichen Unternehmen und Einrichtungen, für Beschäftigte von Zuwendungsempfängern z. B. in Kultur- oder Jugendeinrichtungen, für studentische Hilfskräfte sowie Mitarbeiter von Einrichtungen, die Entgeltvereinbarungen nach dem Sozialrecht abschlossen und für Menschen auf dem sozialen Arbeitsmarkt. Seit dem 1. Dezember 2022 beträgt der Mindestlohn im Land Bremen 12,29 Euro in der Stunde.

#### Sonderfall Pflegeberufe
Am 5. Februar 2022 (im dritten Jahr der COVID-19-Pandemie in Deutschland) beschloss die Pflegekommission einstimmig, dass Pflegekräfte in der Altenpflege in Deutschland ab dem 1. September 2022 in drei Schritten höhere Mindestlöhne erhalten sollen. Für Pflegehilfskräfte empfiehlt die Pflegekommission eine Anhebung auf 14,15 Euro pro Stunde, für qualifizierte Pflegehilfskräfte eine Anhebung auf 15,25 Euro pro Stunde und für Pflegefachkräfte auf 18,25 Euro pro Stunde. Durch die ungewöhnlich starke Anhebung der Mindestlöhne solle „ein klares Signal für bessere Arbeitsbedingungen in der Branche“ gesetzt werden.

#### Kein Mindestlohnanspruch
Eine Reihe von Personengruppen haben keinen Anspruch auf einen Mindestlohn. Hierzu zählen z. B. Teilnehmer an Freiwilligendiensten, Auszubildende, Strafgefangene und Beschäftigte in Werkstätten für behinderte Menschen.

##### Werkstätten für behinderte Menschen
Bislang sind in Deutschland Beschäftigte in einer Werkstatt für behinderte Menschen nicht von Regelungen über den gesetzlichen Mindestlohn betroffen, da sie zwar produktive Arbeit leisten (§ 219 Absatz 2 SGB IX), aber nicht als Arbeitnehmer, sondern als arbeitnehmerähnliche Personen, die wegen des fehlenden Arbeitnehmerstatus kein Recht auf Zahlung des Mindestlohns haben.
Bereits in den 2010er Jahren war dieser Sachverhalt Gegenstand von Kontroversen.
Im Jahr 2019 forderte der Deutsche Bundestag die Bundesregierung auf, „innerhalb von vier Jahren zu prüfen, wie ein transparentes, nachhaltiges und zukunftsfähiges Entgeltsystem [für Beschäftigte in einer WfbM] entwickelt werden kann“. Im September 2023 wurde der Öffentlichkeit die Abschlussstudie vorgestellt, die vom Bundesministerium für Arbeit und Soziales in Auftrag gegeben worden und von namhaften Wissenschaftlern ausgearbeitet worden war.

#### Mindestlohnbetrug
Laut Gewerkschaften umgehen viele Unternehmen den gesetzlichen Mindestlohn zum Beispiel mit ungerechtfertigten Lohnabzügen, zu hohen Leistungsvorgaben bei z. B. Akkordarbeit, falschen Stundenzetteln oder Beschäftigung von Scheinselbständigen.
Aufgrund der geringen Anzahl an Kontrollen ist hier von einer hohen Dunkelziffer auszugehen. Im Jahr 2024 fanden in ganz Deutschland nur 25.274 Arbeitgeberprüfungen statt, rund 41 Prozent weniger als 2023. Daraus ergaben sich 6159 Verfahren wegen Verstößen gegen das Mindestlohngesetz (MiLoG).
Das Deutsche Institut für Wirtschaftsforschung (DIW) geht in einer Analyse für den Deutschen Gewerkschaftsbund (DGB) von 2,4 Millionen Beschäftigen aus, die den gesetzlichen Mindestlohn nicht erhalten, obwohl er ihnen zusteht.
Aufgrund der wenigen Kontrollen und dem Fehlen einer offiziellen staatlichen Stelle zur anonymen Meldung von Mindestlohnverstößen, initiierte der Bundestagsabgeordnete Victor Perli 2021 ein Portal zum anonymen Melden von Mindestlohnbetrug. Laut Portal werden die Hinweise anonym an den Zoll in Deutschland weitergeben.

### Frankreich
In Frankreich wurde 1950 ein gesetzlicher Mindestlohn eingeführt, der seit 1970 die Bezeichnung Salaire minimum interprofessionnel de croissance (SMIC) trägt und in der Verfassung und im Arbeitsrecht verankert ist. Die Höhe des Bruttomindestlohnes wird einmal jährlich, und zwar zum 1. Januar, an die gesamtwirtschaftliche Lage angepasst. Dies geschieht gemäß einer Formel, die einerseits die Entwicklung der Lohntarife für Arbeiter und Angestellte berücksichtigt und andererseits die Entwicklung der Preise für die 20 Prozent einkommensschwächsten Haushalte. Ab dem 1. Januar 2023 betrug der Mindestlohn 11,27 € pro Stunde, was bei einer 35-Stunden-Woche einem Monatslohn von 1709,28 € entspricht. Zudem kann der Mindestlohn nach politischen Vorgaben angepasst werden. Überschreitet die Inflation eine bestimmte Schwelle, erfolgt unterjährig eine automatische Anhebung des Mindestlohns. Infolgedessen stieg er zum 1. Mai 2023 auf 11,52 € pro Stunde.
Abgezogen werden die gesetzlich vorgeschriebenen Sozialabgaben (13,7 % des Brutto-SMIC) sowie weitere obligatorische Beiträge wie der CSG (Contribution sociale généralisée) und der CRDS (Contribution au remboursement de la dette sociale) zur Deckung der Krankenkassenverschuldung beziehungsweise der Soziallastverschuldung (insgesamt 8 % von 97 % des Brutto-SMIC).

### Irland

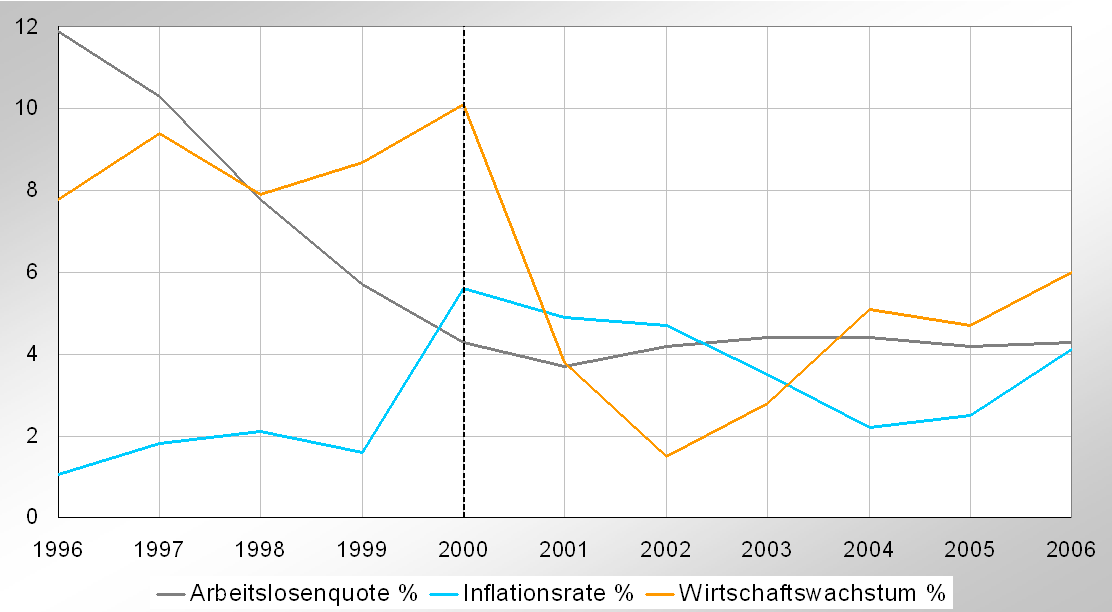
Irland: wirtschaftliche Entwicklung vor und nach dem gesetzlichen Mindestlohn

In Irland gilt seit dem 1. April 2000 ein gesetzlicher Mindestlohn. Für 18- bis 20-Jährige, Berufseinsteiger und Praktikanten sind reduzierte Mindestlöhne zwischen 70 % und 90 % des vollen Satzes zu zahlen. In den Jahren vor 2000 wurden branchenspezifische Mindestlöhne in Irland durch die Joint Labour Committees ausgehandelt. Diese Branchenregelungen ergaben einen im Vergleich zum jetzigen Mindestlohn deutlich niedrigeren Stundenlohn und galten zudem nur für ein knappes Viertel der Arbeitskräfte. Im Jahr 2004 erhielten 3,1 % der Vollzeitbeschäftigten den Mindestlohn.
Eine 2002 vorgestellte ökonomische Studie zeigte, dass der Beschäftigungszuwachs bei Unternehmen im Niedriglohnsektor nicht signifikant anders war als der bei Firmen, die von der Mindestlohngesetzgebung nicht betroffen waren. Dabei werde jedoch die Anzahl der betroffenen Unternehmen überschätzt. Bei Berücksichtigung der Steigerung des allgemeinen Lohnniveaus befanden die Autoren, dass der Mindestlohn einen statistisch signifikanten negativen Beschäftigungseffekt bei der kleinen Anzahl von Firmen gehabt haben kann, die von der Einführung des Mindestlohns besonders stark betroffen waren.
Das DIW weist darauf hin, dass der Mindestlohn in Irland in einer Phase starken Wirtschaftswachstums und sich deutlich verringernder Arbeitslosigkeit eingeführt wurde. Zudem gebe es „eine lange Reihe“ von Ausnahmeregelungen.

### Luxemburg
| Personengruppe        | pro Monat |
| --------------------- | --------- |
| Qualifizierte ab 18   | 2570,39 € |
| Unqualifizierte ab 18 | 2141,99 € |
| 17–18 Jahre alt       | 1713,60 € |
| 15–17 Jahre alt       | 1606,50 € |

In Luxemburg wird seit dem 1. Januar 2009 arbeits- und sozialrechtlich nicht mehr zwischen „Arbeitern“ (ouvriers) und „Angestellten“ (employés privés) unterschieden; fortan gibt es nur noch „Gehaltsempfänger“ (salariés). Für alle Beschäftigungsverhältnisse ist ein Mindestgehalt per Gesetz vorgeschrieben. Am 1. Januar 2020 wurde das Mindestgehalt je nach Alter und Qualifikation entsprechend nebenstehender Tabelle neu festgelegt. Das „soziale Mindestgehalt“ (le salaire social minimum) ist ein grundlegender Eckwert der Luxemburger Sozialversicherung und entspricht im Betrag jeweils dem Mindestgehalt für Unqualifizierte ab dem Alter von 18 Jahren, derzeit 2141,99 € im Monat.

### Litauen
In Litauen gilt seit Januar 2024 ein Mindestlohn von 5,65 Euro.

### Namibia
In Namibia gibt es einen Mindestlohn für drei Branchen. Der Mindestlohn für Hausangestellte (Stand 2018) liegt bei N$ 9,03 je Stunde, für Farmarbeiter bei N$ 4,62 je Stunde (Stand 2019) und für Wachleute zwischen N$ 8,76 und 10 je Stunde (Stand 2017).
Am 2. Juni 2024 wurde die Einführung eines landesweiten, branchenübergreifenden Mindestlohns ab dem 1. Januar 2025 bekanntgegeben. Dieser soll 18 Namibia-Dollar je Stunde betragen. Für die Landwirtschaft und haushaltsnahe Dienstleistungen werde dieser aber erst über drei Jahre eingeführt.

### Niederlande
In den Niederlanden gilt seit 1968 ein gesetzlicher Mindestlohn, jüngere Angestellte erhalten 30 % bis 85 % des allgemeinen Betrags. Das Gesetz hierzu wurde am 27. November 1968 vom Parlament verabschiedet. Damals betrug der Mindestlohn 100 Gulden per Arbeitswoche. Erhöhungen beschließt das niederländische Arbeitsministerium nach freiwilliger Anhörung des so genannten Sozialökonomischen Rats, der sich aus Arbeitgebern, Gewerkschaften und Externen zusammensetzt.
Um Schocks durch zu hohe Steigerungen zu vermeiden, passt die niederländische Regierung den Mindestlohn öfter, und zwar jeweils zum 1. Januar und 1. Juli eines Jahres an die wirtschaftliche Entwicklung an. Prinzipiell an Letztere gebunden, kann durch politische Entscheidungen des Ministeriums eine außergewöhnliche Erhöhung oder Stagnation des Mindestlohns beschlossen werden. Nachdem der Mindestlohn von 2003 bis einschließlich 2005 aufgrund politischer Entscheidungen und bedingt durch die schlechte Wirtschaftslage nicht erhöht wurde, stieg er am 1. Januar 2006 um 0,6 % an. Der allgemeine gesetzliche Mindestlohn wurde zum 1. Juli 2023 auf 1.995 Euro brutto im Monat für Vollzeitarbeitnehmer im Alter von 21 Jahren oder älter festgelegt.
Seit 2024 handelt es sich um einen Mindeststundenlohn. Zum 1. Januar 2024 wurde er auf 13,27 Euro/Stunde für Arbeitnehmer ab 21 Jahren festgelegt. 2025 stieg er auf 14,06 Euro.

### Österreich
In Österreich gelten für jene Betriebe, die Mitglied in der Wirtschaftskammer sind, teilweise Kollektivverträge, die aufgrund des Arbeitsverfassungsgesetzes zwischen der Wirtschaftskammer und den zuständigen Branchenverbänden bzw. Gewerkschaften abgeschlossen werden. Darin sind, je nach Einstufung der Tätigkeit und dem Dienstalter, verbindliche Mindestlöhne festgelegt. Ein Generalkollektivvertrag (für alle Branchen) wurde in Österreich nicht eingeführt. Organisationen, die keinem Kollektivvertrag unterliegen (manche Non-Profit-Organisationen, nicht abschließende WKÖ Fachbereiche), sind nicht zur Zahlung eines Mindestlohnes verpflichtet.
In Österreich wurde zum 1. Januar 2009 durch Festlegung in den Kollektivverträgen zwischen der WKÖ und ÖGB, ein Mindestlohn in Höhe von 1.000 € brutto für viele Branchen eingeführt. Da in Österreich aus steuerlichen Gründen fast überall 14 Monatsgehälter pro Jahr üblich sind (12 gewöhnliche Gehälter plus 2 steuerbegünstigte „Sonderzahlungen“ in der Höhe eines Monatsgehalts), entspricht dies 14.000 € im Jahr, oder 12*1.167 €. Ausgenommen sind Lehrlinge und Praktikanten. Am 15. April 2009 bestanden noch drei Kollektivverträge mit einem Mindestlohn von unter 1.000 €: Konditorengewerbe, in bestimmten Sparten der Bekleidungsindustrie und im Verlagswesen. Außerdem bestanden für einige Branchen, wie die Abfallwirtschaft, gar keine Kollektivverträge.
Weiterhin ist festzuhalten, dass etwaige Kollektivverträge zwar die Mindestlöhne für Arbeiter- und Angestelltenverhältnisse sehr genau regeln, aber atypische Dienstverhältnisse, die in den letzten Jahren ein starkes Wachstum verzeichneten, oft gar nicht oder unzureichend berücksichtigt werden. Als in atypischen Dienstverhältnissen Beschäftigte gelten freie Dienstnehmer und Werkvertragnehmer sowie unter Umständen auch Dienstnehmer in Ausbildungsverhältnissen (Praktikanten, Werkstudenten). Eine Studie aus dem Jahr 2002 hat ergeben, dass atypische Dienstnehmer in Österreich in der Praxis meist finanzielle Einbußen hinnehmen müssen und sozial weniger abgesichert sind als die gleiche Arbeit verrichtende Angestellte.
Bereits 2003 war im Koalitionspakt von ÖVP und FPÖ ein Mindestlohn von 1000 € vorgesehen, wurde aber nicht umgesetzt.
Im Jahr 2006 einigten sich SPÖ und ÖVP im Koalitionspakt auf einen einheitlichen Mindestlohn in der Höhe von 1.000 €. Die Sozialpartner WKÖ und ÖGB trafen im Juli 2007 eine Vereinbarung zur Umsetzung bis 1. Januar 2009; allerdings nicht durch Generalkollektivvertrag, sondern durch die Kollektivverträge in den Branchen. Nur wenn bis 2009 die Umsetzung nicht erfolgt ist, kommt der Generalkollektivvertrag für alle Bereiche die durch WKÖ und ÖGB abgedeckt werden. Die freien Berufe (z. B. Zahnarzthelferin) bilden nach wie vor eine Lücke. Durch die Einigung der Sozialpartner ist ein gesetzlich geregelter Mindestlohn unwahrscheinlicher geworden. (siehe Vereinheitlichung des Kollektivvertrages).
Das im Rahmen von Kollektivverträgen vereinbarte niedrigste Einkommen der verschiedenen Branchen war von 1.000 € im Jahr 2008 auf 1.300 € im Jahr 2010 gestiegen. In etlichen Branchen mit einer Abdeckung von etwa 80 % ist er seit 2014 bei 1.500 €. Die österreichischen Gewerkschaften möchten ihn seit Mitte des Jahres 2015 auf 1.700 € anheben.

### Polen
Der Mindestlohn in Polen beträgt 2022 3.010 PLN (643 Euro). Für 2023 liegt der Mindestlohn bei 3.490 PLN (ca. 745 Euro). Seit Januar 2024 beträgt er 4.242 PLN (ca. 950 Euro). Im Januar 2025 stieg er auf 4.666 PLN (ca. 1.094 Euro).

### Schweiz
In der Schweiz können Mindestlöhne nur im Rahmen von Gesamtarbeitsverträgen (GAV) oder bundesrechtlichen Normalarbeitsverträgen allgemeinverbindlich verankert werden. Für ungelernte Angestellte in der Hauswirtschaft gilt beispielsweise ein Mindestlohn von 18,90 CHF. Etwa 60 % der Lohnabhängigen sind nicht über Mindestlöhne abgesichert.
Der Schweizerische Gewerkschaftsbund (SGB) forderte 2008 einen Mindestlohn von 3550 Schweizer Franken (nach damaligem Kurs etwa 2'250 €). Dies gilt als das Existenzminimum für eine alleinerziehende Person mit einem Kind. Am 18. Mai 2014 scheiterte die Mindestlohn-Initiative des SGB an der Urne; die Abstimmenden lehnten einen Mindestlohn von 22 CHF (nach damaligem Kurs etwa 18,50 €) mit einer großen Mehrheit von 76,3 % ab.
Kantone
Am 27. November 2011 haben die stimmberechtigten Bürger des französischsprachigen Kantons Neuenburg mit 54,6 % einem gesetzlichen Mindestlohn zugestimmt; somit ist Neuenburg der erste Kanton mit einem in der Verfassung verankerten Mindestlohn. Zudem stimmten am selben Tag die Bürger der französischsprachigen Kantone Genf und Waadt über eine Aufnahme des Mindestlohns in ihre Verfassungen ab. Der Kanton Genf stimmte mit 54,2 %, die Waadt mit 51,1 % gegen einen Mindestlohn.
Der Kanton Jura war der zweite Schweizer Kanton, der einen Mindestlohn einführte. Bereits 2013 war eine Volksinitiative mit 54,2 % Ja-Stimmen angenommen worden. Nachdem das Bundesgericht 2017 den Neuenburger Mindestlohn als bundesrechtskompatibel einstufte, verabschiedete das Jura-Kantonsparlament einen Mindestlohn von 20 Franken.
Der Kanton Tessin hat 2015 einer kantonalen Volksinitiative zur Einführung eines Mindestlohns (19 Franken pro Stunde ab 2021) zugestimmt, der aber nach Branchen festgesetzt werden soll.
Im September 2020 hat der Kanton Genf mit 58,2 % eine Volksinitiative für einen kantonalen Mindestlohn von 23 Franken pro Stunde angenommen.

### Spanien
Der spanische Mindestlohn wurde noch unter Diktator Francisco Franco 1963 eingeführt und zuletzt 1980 umgebaut. Jeweils in der letzten Woche eines Jahres verkündet die spanische Regierung nach freiwilliger Konsultation der Gewerkschaften und Arbeitgeber den ab 1. Januar des Folgejahres geltenden Mindestlohnsatz. Sollte es ihr notwendig erscheinen, kann die Regierung auch eine zweite Anpassung des Salario Mínimo Interprofesional genannten Mindestlohns in einem Jahr veranlassen.
Der Mindestlohn ist in Spanien der Maßstab für eine Reihe weiterer Regelungen, darunter das nationale Arbeitslosengeld, das Eingliederungsgeld nach längerer Arbeitslosigkeit oder Abfindungen bei vorzeitiger Auflösung eines Arbeitsvertrages. Dies macht ihn zu einem wichtigen politischen Instrument, auch wenn er durch seine Gültigkeit für nur 0,77 % der Arbeitskräfte in Spanien aufgrund seiner relativ geringen Höhe von 37,7 % des nationalen Durchschnittseinkommens keine große wirtschaftliche Bedeutung genießt.
In Spanien ist der gesetzlich vorgeschriebene Mindestlohn (Salario mínimo interprofesional, kurz: SMI) das, was ein Arbeitender unabhängig von seinem Beruf und seiner Tätigkeit verdienen soll und wird in Beträgen pro Tag, pro Monat oder pro Jahr angegeben. Er wird jährlich in dem Boletín Oficial del Estado (BOE) veröffentlicht.
Im Februar 2023 wurde der Mindestlohn rückwirkend zum 1. Januar 2023 auf 1.080 Euro im Monat erhöht (bei 14 Monatsgehältern im Jahr).
2011 erhielten mehr als 30 % der in Spanien niedergelassenen Bürger den Mindestlohn. Im Dezember 2011 wurde der Mindestlohn erstmals seit seiner Einführung von der Regierung unter Mariano Rajoy für ein Jahr eingefroren.

### Südkorea
Zum 1. Januar 2018 wurde der Mindestlohn um 16,4 % angehoben. Im Juli 2018 beschloss eine Kommission, ihn zum 1. Januar 2019 um 10,9 % auf 8.350 Won (6,30 Euro) anzuheben. Moon Jae-in hatte vor seiner Wahl zum Staatspräsidenten angekündigt, den Mindestlohn in den fünf Jahren seiner Amtszeit auf 10.000 Won zu steigern.

### Tschechien
Der Mindestlohn in Tschechien beträgt 2025 20.800 CZK (ca. 829 Euro).

### Türkei
Der Mindestlohn in der Türkei für das Jahr 2021 wurde mit 3.577,50 Türkische Lira brutto (rund 375 Euro) bzw. 2.825,90 Lira netto (etwa 296 Euro) pro Monat festgelegt.
2022 wurde der Mindestlohn zum Jahresanfang und dann erneut zum 1. Juli erhöht. Er betrug im 2. Halbjahr 2022 5.500 Lira (308 Euro, Stand 26. September 2022). Zum 1. Januar 2023 stieg er auf 8.500 Lira (426 Euro, Stand 28. Dezember 2022). Zum 1. Juli 2023 wurde er auf 11.402 Lira erhöht (ca. 393 Euro, Stand 29. September 2023). Zum 1. Januar 2024 wurde er auf 17.002,12 Lira erhöht (ca. 522 Euro, Stand 4. Januar 2024).

### Venezuela
Der Mindestlohn im Land war während der Hyperinflation in der Zeit von 2017 bis Frühjahr 2019 mindestens 14 Mal erhöht worden und hatte im Mai 2019 einen Gegenwert von zirka 7 Dollar pro Monat.

### Vereinigtes Königreich

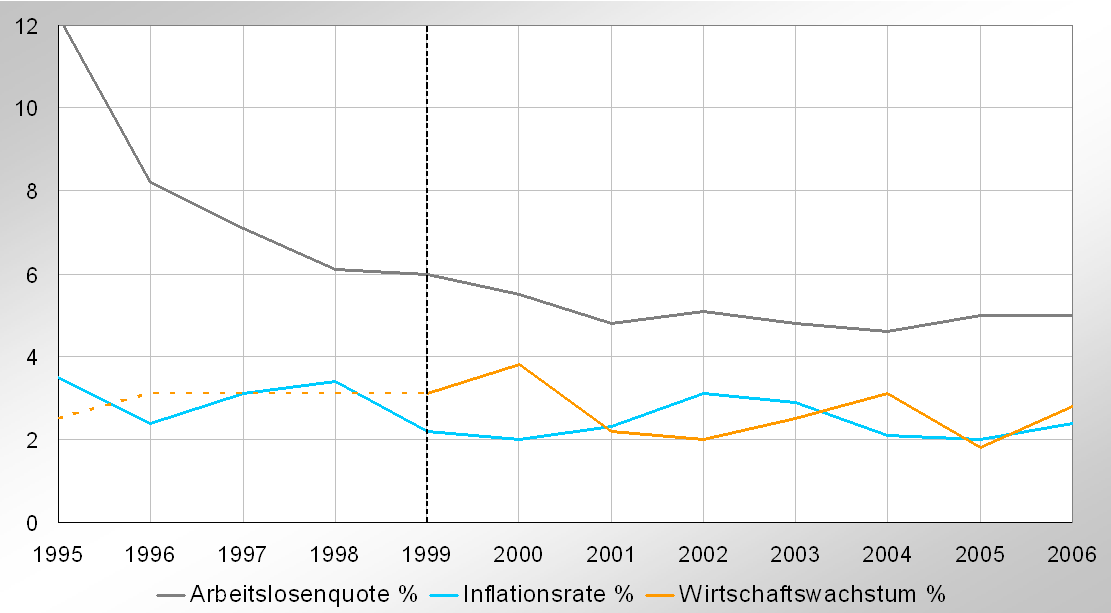
Großbritannien: wirtschaftliche Entwicklung vor und nach dem Mindestlohn

1999 führte die Labour-Regierung unter Premierminister Tony Blair einen gesetzlichen Mindestlohn (National Minimum Wage) ein. Laut dem Bericht der britischen Low Pay Commission von 2006 gibt es 1,3 Millionen Menschen in Großbritannien, die für den Mindestlohn arbeiten. Niedrigere Mindestlöhne existieren jedoch für unter 23-Jährige sowie für ältere Angestellte während der ersten sechs Monate in einem neuen Job, wenn gleichzeitig eine Weiterbildungsmaßnahme belegt wird. Die Mindestlöhne betragen seit April 2023:
- £ 10,42 (11,94 € 1) ab 23 Jahren,
- £ 10,18 (11,67 € 1) (21 bis 22 Jahre),
- £ 7,49 (8,58 € 1) (18 bis 20 Jahre),
- £ 5,28 (6,05 € 1) (unter 18 Jahren),
- £ 5,28 (6,05 € 1) (Auszubildende).[197]

Die Low Pay Commission übt wesentlichen Einfluss auf die Mindestlohngestaltung aus; sie ist unabhängig und besteht aus je drei Vertretern der Wirtschaft, der Wissenschaft und der Gewerkschaften. Sie gibt jährlich, zumeist im März, einen Bericht heraus, in dem umfassend die Wirkungen des Mindestlohns auf die Gesamtwirtschaft und den Niedriglohnsektor untersucht werden, und Empfehlungen für die künftige Höhe des Mindestlohnes, auf Grundlage derer dann die Regierung zum Oktober eines jeden Jahres eine Wertanpassung vornimmt.
Die Untersuchung von Metcalf 2007 kommt zu dem Ergebnis, dass derzeit einer von zehn Beschäftigten davon betroffen ist und nach der Einführung des Mindestlohns in Großbritannien sich das reale und relative Lohnniveau im Niedriglohnbereich erhöht sowie die Lohnunterschiede zwischen Männern und Frauen sich verringert haben. Auf unterschiedliche Weise angestellte Analysen lassen indes keine oder nur geringfügige Auswirkungen auf das gesamte Beschäftigungsniveau erkennen, es sei denn auf die Anzahl der geleisteten Arbeitsstunden. Mutmaßlich wurde befürchteten negativen Beschäftigungseffekten entgegengewirkt durch die Arbeitsmarkt-Friktionen, Einkommensteuerfreibeträge, die Nichteinhaltung von gesetzlichen Vorschriften, Produktivitätsverbesserungen, Preiserhöhungen und Profitreduktionen. In einer neueren Beurteilung des britischen Modells wird die vergleichsweise günstigere Arbeitsmarktentwicklung nicht auf die erfolgte Arbeitsmarktflexibilisierung, sondern auf die im Vergleich zur Eurozone günstiger gestalteten institutionellen Rahmenbedingungen für makroökonomisches Handeln zurückgeführt.

### Vereinigte Staaten

Übersicht der Mindestlohnregelungen der US-Staaten und -Territorien, 1. Juli 2019
höher als nationaler Mindestlohn
gleich dem nationalen Mindestlohn
Kein staatliches Mindestlohngesetz. Der föderale Mindestlohn gilt für Staaten ohne festgelegten Mindestlohn und für die meisten Arbeitnehmer in Staaten mit niedrigerem Mindestlohn
geringer als nationaler Mindestlohn

In den USA existiert seit 1938 ein gesetzlicher Mindestlohn. Die Einführung eines Mindestlohns ist von einem bedeutenden Zitat Roosevelts geprägt:
“No business which depends for existence on paying less than living wages to its workers has any right to continue in this country […] and by living wages I mean more than a bare subsistence level – I mean the wages of decent living.”

„Unternehmen, deren Existenz lediglich davon abhängt, ihren Beschäftigten weniger als einen zum Leben ausreichenden Lohn zu zahlen, sollen in diesem Land kein Recht mehr haben, weiter ihre Geschäfte zu betreiben. […] Mit einem zum Leben ausreichenden Lohn meine ich mehr als das bloße Existenzminimum – ich meine Löhne, die ein anständiges Leben ermöglichen.“
Er wurde damals mit einem Wert von 0,25 US-Dollar pro Stunde eingeführt und seitdem regelmäßig erhöht; seine stärkste Kaufkraft bestand im Jahr 1968 mit 1,60 Dollar pro Stunde, was auf Preise des Jahres 2013 umgerechnet 10,70 Dollar entsprach. Seit Juli 2009 beträgt die Höhe des amerikanischen Mindestlohns 7,25 US-Dollar. Ein niedrigerer Betrag von 2,13 US-Dollar (tipped wage) kann gezahlt werden, wenn ein Trinkgeld zu erwarten ist, wobei der Arbeitgeber den Lohn gegebenenfalls bis zum gesetzlichen Mindestlohn aufstocken muss.
Am 13. Februar 2014 hat Barack Obama den Mindestlohn für Beschäftigte, deren Arbeitgeber auf Vertragsbasis für die Regierung tätig sind per Dekret von 7,25 auf 10,10 US-Dollar angehoben. Gültig ist dieser Mindestlohn für solche Arbeitsverträge ab 1. Januar 2015.
Die Bundesregierung gibt mit ihren Regelungen einen nationalen Mindestlohn vor, von dem die Bundesstaaten nach oben hin abweichen können. Eine große Zahl der Bundesstaaten haben bislang von der Möglichkeit zur selbständigen Erhöhung des Mindestlohns Gebrauch gemacht, in einigen Staaten haben auch Städte eigene Mindestlohnregelungen erlassen. Den höchsten gesetzlichen Mindestlohn in den USA hat San Francisco in Kalifornien mit 10,55 Dollar seit Januar 2013. Obwohl der Mindestlohn in der Politik als zwischen den beiden Parteien umstrittenes Thema wahrgenommen wird, haben 2014 die Wähler in vier als besonders republikanisch geltenden Staaten in Volksabstimmungen eine teilweise erhebliche Erhöhung des Mindestlohns beschlossen: Betroffen waren South Dakota, Arkansas, Nebraska und Alaska. 2012 haben 1,15 % aller Amerikaner bzw. 3,6 Millionen zum Mindestlohn oder darunter gearbeitet. 1,6 Millionen haben den Mindestlohn erhalten, während ca. 2,0 Millionen darunter lagen. Letzteres ist auf Ausnahmen vom Mindestlohngesetz und die Beschränkung des Gesetzes auf pro Stunde entlohnte Arbeitnehmer zurückzuführen.
Die 2010 veröffentlichte Untersuchung „Minimum Wage Effects Across State Borders“ des Arbeitsmarkt-Forschungszentrums an der University of California in Berkeley kam zum Ergebnis, dass höhere Mindestlöhne in den USA in den vergangenen 16 Jahren zu keinem Verlust an Arbeitsplätzen geführt haben.
Der Bundesstaat New York hat einen Mindestlohn von 15 US-Dollar beschlossen. Er gilt ab dem 1. Januar 2019 für alle Unternehmen mit mindestens elf Mitarbeitern, seit dem 1. Januar 2020 auch für kleinere Unternehmen.